# Didier Deschamps
Didier Claude Deschamps (pronuncia francese [didje klod deʃɑ̃]; Bayonne, 15 ottobre 1968) è un allenatore di calcio ed ex calciatore francese, di ruolo centrocampista, commissario tecnico della nazionale francese.
Da calciatore ha vinto due campionati francesi (più uno revocato) e una UEFA Champions League con l'Olympique Marsiglia, tre campionati italiani, una Coppa Italia, due Supercoppe italiane, una Champions League, una Coppa Intercontinentale e una Supercoppa UEFA con la Juventus e una Coppa d'Inghilterra col Chelsea. È stato inoltre nominato miglior calciatore francese da France Football nel 1996.
Nel ruolo di allenatore ha sollevato una Coppa di Lega francese con il Monaco e altre tre Coppe di Lega, un campionato francese e due Supercoppe di Francia con l'Olympique Marsiglia. Ha inoltre guidato la Juventus nel campionato di Serie B 2006-2007, raggiungendo la promozione in Serie A e la vittoria matematica del torneo.
Campione del mondo nel 1998 e d'Europa nel 2000 con la nazionale francese, in entrambi i casi nelle vesti di capitano, nel 2012 ne è stato nominato selezionatore; in questa veste ha condotto i Bleus alle vittorie del mondiale di Russia 2018 – nell'occasione, assieme a Mario Zagallo e Franz Beckenbauer, è diventato una delle sole tre persone ad avere trionfato al mondiale sia da calciatore sia da allenatore, e anche, come il solo Beckenbauer, da capitano della nazionale vincitrice – e della UEFA Nations League del 2020-2021, oltreché ai secondi posti nell'europeo di Francia 2016 e nel mondiale di Qatar 2022.

## Biografia
Nato a Bayonne, zona basca del sud della Francia, vive a Cap-d'Ail. È cugino di primo grado dell'ex tennista Nathalie Tauziat.

## Caratteristiche tecniche

### Giocatore
Era un centrocampista difensivo dotato di grande personalità e temperamento, qualità derivanti, a detta dello stesso Deschamps, dalle sue origini di confine – «sono basco [...] e della mia gente ho la caparbietà. Quando ci mettiamo in testa una cosa, vogliamo arrivare allo scopo» –, tanto da essere paragonato all'ex juventino Giuseppe Furino al suo arrivo a Torino.
Di piede mancino, la diligenza tattica e la rapidità di movimento gli consentivano di essere molto efficace in fase di ripiegamento, eccellendo in particolar modo nel tackle; dotato di un'ottima tecnica di base, ciò gli permetteva inoltre di rilanciare l'azione e proporsi a sua volta in avanti, pur se la sua indole difensiva lo portava più a rifinire per i compagni che non a cercare la battuta a rete.

### Allenatore
Predilige adottare moduli basati su una difesa a quattro elementi, come il 4-4-2, il 4-3-3 o il 4-2-3-1, tutti accomunati dallo sfruttamento del gioco sulle corsie esterne.

## Carriera

### Giocatore

#### Club

##### Gli inizi al Nantes
Dopo una breve parentesi nel rugby inizia a giocare a calcio nella locale squadra della natìa Bayonne, l'Aviron Bayonnais, mentre frequenta la scuola primaria.
All'età di 15 anni, nel corso della Ligue d'Aquitaine, è notato dagli scout del Nantes, con il quale firma un contratto nell'aprile 1983. Gli bastano solo due anni nel settore giovanile dell'FCN, noto per essere uno dei migliori in Francia, per dar prova del suo talento. Nel 1985 è promosso in prima squadra e il 27 settembre, a diciassette anni, fa il suo debutto in Division 1 nella vittoriosa trasferta sul campo del Brest. Le quattro stagioni trascorse a Nantes sono determinanti per il prosieguo della sua carriera: non vince alcun trofeo, causa un club all'epoca di mezza classifica, ma matura una notevole esperienza, disputando 111 partite in campionato. Durante la sua ultima stagione in maglia gialloverde, inoltre, viene convocato per la prima volta nella nazionale francese allenata da Michel Platini.

##### Olympique Marsiglia e Bordeaux

Deschamps (a sinistra) al Bordeaux nel 1990, mentre insegue il romanista Thomas Berthold durante un incontro di Coppa UEFA.

Nel 1989 si trasferisce all'Olympique Marsiglia per 17 milioni di franchi. Durante la sua prima stagione in biancazzurro è spesso relegato in panchina: disputa soltanto 17 partite, con una rete all'attivo, la maggior parte delle quali subentrando a partita in corso. Ciò nonostante viene eletto rivelazione dell'anno da France Football e vince il suo primo campionato, malgrado l'avere patito problemi di adattamento nel club. Al termine dell'annata, anche per non mettere a repentaglio il suo posto in nazionale, accetta il trasferimento in prestito al Bordeaux.
La stagione disputata con la maglia dei girondini è decisiva per la sua carriera: ha modo di giocare regolarmente sicché al termine della stessa, dopo avere disputato 29 partite, nell'estate 1991 può fare ritorno al club di Bernard Tapie. Inizialmente quest'ultimo vorrebbe usarlo come pedina di scambio con il Paris Saint-Germain nella trattativa per portare Jocelyn Angloma alla corte dei marsigliesi, ma il giovane centrocampista si oppone fermamente; resta pertanto all'OM e, anzi, ne diviene una pedina fondamentale. Nella stagione 1991-1992 disputa 36 gare in campionato, con 4 reti all'attivo, e vince il suo secondo titolo nazionale, il primo da protagonista.
La stagione 1992-1993 è quella della consacrazione. Vince il terzo campionato nonché secondo consecutivo, seppur successivamente revocato a seguito dell'affaire VA-OM, ma soprattutto il 26 maggio 1993 lui e tutto l'Olympique Marsiglia entrano nella storia del calcio francese conquistando il loro primo titolo continentale, la Champions League: nella finale di Monaco di Baviera i biancazzurri, seppur dati per sfavoriti alla vigilia, sconfiggono per 1-0 il Milan di Fabio Capello e Deschamps, da capitano della squadra, è chiamato a sollevare al cielo la coppa. L'OM diventa il primo club transalpino campione d'Europa.
Nella stagione successiva, 1993-1994, disputa 34 partite in un campionato che la squadra conclude al secondo posto. Al termine della stagione, tuttavia, la federazione francese, dopo avere accertato le responsabilità di Tapie nell'organizzazione dell'illecito VA-OM, retrocede d'ufficio l'Olympique Marsiglia in Division 2: questo fatto, assieme alla voglia di misurarsi con un campionato più competitivo, spingono Deschamps a lasciare la Francia.

##### Juventus

Deschamps in azione per la Juventus nel campionato 1994-1995.

Nell'aprile 1994 la Juventus, anticipando i tempi, blocca Deschamps, il quale, in scadenza di contratto, può essere prelevato pagando all'Olympique Marsiglia, secondo i parametri UEFA che in epoca pre-Bosman regolavano il mercato degli svincolati, un indennizzo intorno ai tre miliardi e mezzo di lire; il mese seguente il centrocampista di Bayonne firma ufficialmente con il club italiano. È una Signora nuova, lontana dallo scudetto da nove anni e che per questo ha appena cambiato molto, in campo e dietro le scrivanie. L'avventura bianconera del francese non parte nel migliore dei modi: in ottobre viene operato al tendine di Achille sinistro e resta così lontano dai campi per quasi metà stagione. Una volta guarito diventa subito indispensabile, costituendo con l'altro neoacquisto Paulo Sousa una coppia di centrocampo dall'alto rendimento, che porta la squadra torinese a vincere campionato e Coppa Italia, oltre ad arrivare alla finale di Coppa UEFA persa contro il Parma.
Forte nel pressing a tutto campo e nel contrasto, con uno spiccato senso tattico, viene subito apprezzato da Marcello Lippi per la sua duttilità, lo spirito di sacrificio e l'intelligenza tattica; il tecnico gli consegna le chiavi del centrocampo bianconero per la stagione seguente in cui il club è ai margini della lotta per lo scudetto; il Milan stacca immediatamente i piemontesi che, nonostante un tentativo di riavvicinamento nel finale della stagione, chiuderanno il torneo al secondo posto. Diversa è la storia in Champions League: Deschamps è infatti il perno della squadra che, dopo un cammino entusiasmante nei precedenti turni, il 22 maggio 1996 batte ai rigori l'Ajax all'Olimpico di Roma; si tratta, sia per il club juventino sia per centrocampista, del secondo trionfo nella massima competizione europea. In precedenza, nel corso della stagione aveva già messo in bacheca la Supercoppa italiana.

Da sinistra: i connazionali Zinédine Zidane e Deschamps nel ritiro estivo juventino della stagione 1996-1997.

È ancora protagonista nell'annata 1996-1997, ricca di trofei per il francese e i suoi compagni di spogliatoio. Il 27 novembre 1996, battendo a Tokyo gli argentini del River Plate si aggiudica la Coppa Intercontinentale. Il 6 febbraio 1997, dopo avere battuto nel doppio confronto (1-6 in trasferta e 3-1 in casa) il Paris Saint-Germain, alza al cielo la Supercoppa UEFA. Contribuisce, con 26 presenze e una rete (nel successo per 1-4 contro l'Udinese), alla conquista dello scudetto nell'anno del centenario del club torinese, e arriva alla finale di Champions League dove la squadra viene sconfitta dal Borussia Dortmund. Nella stagione seguente vince il suo terzo scudetto, il secondo consecutivo con i piemontesi, e la seconda Supercoppa di Lega; raggiunge inoltre la terza finale consecutiva di Champions League, la sua quinta finale europea in sei anni, persa contro il Real Madrid.
L'annata 1998-1999 è travagliata sia per la Juventus sia per il giocatore: i risultati non arrivano, e Lippi inizia a escludere frequentemente Deschamps dall'undici titolare. I rapporti tra i due si deteriorano, così come col resto dello spogliatoio, culminando in un duro scontro tra il tecnico viareggino e il centrocampista francese alla vigilia della partita casalinga contro il Parma. Sul finire della stagione, l'unica senza successi a Torino, manifesta la volontà di chiudere con la Juventus ritenendo ormai esaurita la propria esperienza in seno al club. Sveste la maglia bianconera dopo cinque stagioni, con 4 reti in 178 presenze complessive, vincendo tutto: il suo palmarès juventino vede tre scudetti, una Coppa Italia, una UEFA Champions League, una Coppa Intercontinentale, una Supercoppa UEFA e due Supercoppe italiane.

##### Gli ultimi anni con Chelsea e Valencia

Deschamps (a sinistra) al Chelsea nel 1999, in contrasto sul laziale Juan Sebastián Verón durante una sfida di Champions League.

Il 21 giugno 1999 si accorda con il Chelsea, allenato dall'amico ed ex compagno di squadra a Torino Gianluca Vialli; a Londra ritrova inoltre Marcel Desailly, suo amico fraterno. Con la maglia dei Blues disputa 27 gare andando a segno una volta, vincendo una FA Cup.
Non riesce tuttavia ad adattarsi al calcio inglese, sicché al termine della stagione si trasferisce al Valencia per una cifra pari a circa 2,7 milioni di sterline. Anche l'esperienza spagnola non si rivela però felice: con la maglia del club valenciano, allenato da Héctor Cúper, ha modo di disputare soltanto 8 gare a causa di numerosi infortuni, assistendo dalla panchina alla sconfitta ai tiri di rigore contro il Bayern Monaco nella finale di Champions League disputata a San Siro.
Nell'estate 2001 dà il suo addio al calcio giocato.

#### Nazionale
Viene convocato per la prima volta nella nazionale francese dal selezionatore Michel Platini nel 1989, a 20 anni, e il 29 aprile debutta nella partita contro la Jugoslavia valida per le qualificazioni al campionato del mondo 1990, rilevando al 76' Daniel Xuereb. La sua carriera internazionale inizia in uno dei momenti più bui del calcio transalpino: i Bleus dapprima falliscono la qualificazione a Italia '90, poi chiudono senza vittorie la fase finale del campionato d'Europa 1992 e infine non riescono a ottenere il pass per il campionato del mondo 1994 con il commissario tecnico Gérard Houllier.

Deschamps (accosciato, secondo da sinistra) in nazionale nel 1994

Con l'inizio dell'era di Aimé Jacquet le cose cambiano sia per i Galletti sia per il centrocampista di Bayonne. Il tecnico di Sail-sous-Couzan inizia a ricostruire la squadra in vista del campionato d'Europa 1996, consegnando inizialmente i gradi di capitano a Éric Cantona; nel gennaio 1995, tuttavia, Cantona chiude per sempre con la nazionale, suo malgrado, dopo la squalifica di nove mesi rimediata con la sua squadra di club, avendo sferrato un violento calcio a un tifoso che lo aveva insultato mentre usciva dal campo, a seguito di un'espulsione.
In seguito a ciò, Jacquet decide di rivoluzionare l'undici base: fuori i "vecchi" come Jean-Pierre Papin e David Ginola, e spazio a quella che in seguito sarà definita la "generazione d'oro". In quest'ottica di cambiamenti, due punti fermi della squadra del sélectionneur transalpino diventano Zinédine Zidane e lo stesso Deschamps, al quale viene assegnata la fascia di capitano, a cominciare dall'amichevole contro la Germania del 1º giugno 1996. Diventa subito il leader dei Bleus che guida fino alla semifinale di Euro '96, dove vengono sconfitti ai tiri di rigore dalla Rep. Ceca, conseguendo comunque il migliore risultato della Francia da dieci anni a quella parte. Nel 1998, ormai da capitano e senatore dello spogliatoio, guida la sua nazionale alla vittoria del suo primo mondiale.
Due anni dopo, ancora da capitano, guida i Bleus alla vittoria del campionato d'Europa 2000, consentendo così ai Galletti di diventare la seconda nazionale, dopo la Germania Ovest del 1974, a detenere contemporaneamente sia la Coppa del Mondo sia la Coppa Henri Delaunay. In occasione della semifinale contro il Portogallo, inoltre, raggiunge la sua centesima presenza con la maglia nazionale: è il primo giocatore francese in assoluto a tagliare questo traguardo. Il 2 settembre 2000 gioca, allo Stade de France contro l'Inghilterra, la sua ultima partita in nazionale; in una gara terminata 1-1, viene sostituito al 59' da Patrick Vieira. Lascia i Bleus dopo 103 presenze e 4 reti.
Conta anche una presenza nell'Euskal Selekzioa, la rappresentativa formata da soli giocatori baschi.

### Allenatore

#### Monaco
A 33 anni ancora da compiere decide di concludere la carriera da calciatore e intraprendere quella in panchina. Rescinde il contratto con il Valencia, e il 9 giugno 2001 viene nominato allenatore del Monaco. Costruisce una squadra con un budget molto limitato, affiancando a giovani promesse (Givet, Squillaci, Rothen, Evra) giocatori di esperienza ma scartati da alcuni grandi club europei (Roma, Nonda, Morientes, Giuly). La prima stagione alla guida del club monegasco è tutt'altro che entusiasmante, fallendo l'obiettivo primario della qualificazione alla Champions League: in campionato, a seguito di un inizio disastroso, la squadra si stacca subito dalle posizioni di testa per chiudere infine a un anonimo 15º posto; in Coppa viene invece eliminata a sorpresa ai quarti di finale dal Nîmes, squadra di Division 2, mancando così l'ultima possibilità di accesso a una competizione europea.
Nonostante questi risultati deludenti e la grave crisi finanziaria del club, viene confermato in panchina per l'annata seguente. Stavolta riesce a guidare la sua squadra a un lungo testa a testa in campionato con l'Olympique Lione, perdendo il titolo solo alle ultime giornate. Il 17 maggio 2003 vince comunque il suo primo trofeo da allenatore: la sua squadra sconfigge nella finale di Coppa di Lega il Sochaux per 4-1.
Nella stagione 2003-2004 compie il suo capolavoro alla guida del club del Principato: dopo un'estate turbolenta, che vede la squadra inizialmente retrocessa in Ligue 2 a causa di problemi finanziari, e poi ripescata, inizia a inanellare una serie di successi sia in campionato sia in Champions League. Durante il cammino europeo la sua squadra stupisce per la qualità del gioco, frizzante ma non scriteriato. Dopo avere primeggiato nel suo girone con relativa semplicità, infliggendo tra l'altro un sonoro 8-3 ai galiziani del Deportivo La Coruña, nella fase a eliminazione diretta ha la meglio dapprima della Lokomotiv Mosca negli ottavi e poi dei più quotati Galácticos del Real Madrid nei quarti: in particolare nel doppio confronto con gli spagnoli, dopo avere perso l'andata al Bernabéu per 4-2, al ritorno recupera l'iniziale svantaggio di 1-0 e sconfigge le favorite Merengues per 3-1. In semifinale elimina il Chelsea e si qualifica per la finale di Gelsenkirchen contro il Porto. Il sogno della squadra del Principato si spegne all'ultimo atto: nella finale i francesi giocano una partita sottotono e vengono sconfitti con un perentorio 3-0 dai lusitani.
La quarta stagione alla guida dei biancorossi si rileva negativa per il tecnico di Bayonne. Dopo un buon inizio in campionato, la squadra si ritrova ben presto fuori dalla lotta per il titolo, e viene eliminata negli ottavi di Champions League dal PSV. Chiude infine al terzo posto in Ligue 1 e si qualifica per i preliminari di Champions League. A settembre 2005, dopo 4 sconfitte in 7 giornate di campionato e soprattutto dopo l'eliminazione all'ultimo turno preliminare di Champions League per mano del Betis di Siviglia, si dimette dall'incarico.

#### Juventus
Dopo quasi un anno d'inattività, il 10 luglio 2006 torna alla Juventus, accettando l'incarico di allenare il club bianconero nel momento più difficile della sua storia: a seguito dello scandalo di Calciopoli, infatti, i torinesi sono stati retrocessi d'ufficio in Serie B con una forte penalizzazione in classifica. Deschamps si ritrova alla guida di una squadra solo lontana parente di quella a cui aveva preso parte da giocatore, essendo rimasta priva di molti uomini importanti, ceduti sia per esigenze di bilancio sia perché alcuni non hanno accettato di giocare nella serie cadetta; il tecnico francese decide quindi di lanciare, a fianco dei pochi senatori rimasti, vari giovani del vivaio, tra cui la futura bandiera bianconera Claudio Marchisio.
Dopo un avvio tra alti e bassi, a seguito dell'impatto con un ambiente molto diverso da quello solitamente frequentato dalla Vecchia Signora, la squadra inizia a risalire posizioni in classifica e il 20 maggio 2007, con la goleada esterna sull'Arezzo (5-1), ottiene con tre giornate di anticipo la matematica vittoria del campionato e annessa promozione in Serie A. Pur avendo riportato i bianconeri nell'élite del calcio italiano, come gli viene riconosciuto de facto dai tifosi juventini e dalla stampa specializzata, Deschamps non può fregiarsi de iure di questo trionfo, poiché appena cinque giorni dopo risolve a sorpresa il suo contratto con i torinesi, a causa di sopravvenuti dissidi con la dirigenza circa i piani futuri della società, che per le ultime due gare, ormai ininfluenti, viene affidata all'allenatore in seconda Giancarlo Corradini.

#### Olympique Marsiglia

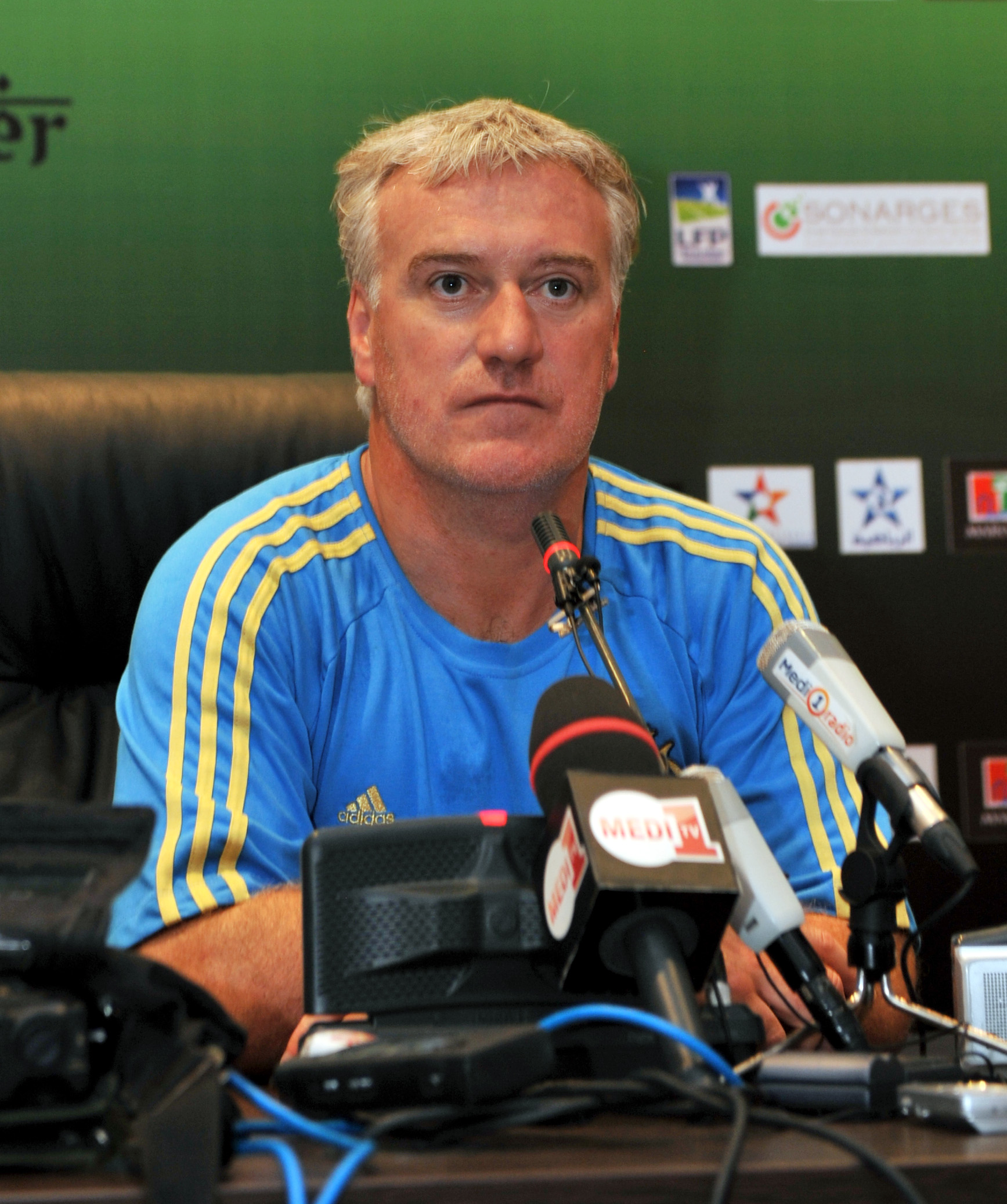
Deschamps tecnico dell'Olympique Marsiglia nel 2011

Il 5 maggio 2009 l'Olympique Marsiglia annuncia Deschamps come successore di Eric Gerets alla guida del club. Il 27 marzo 2010 guida l'OM alla vittoria della Coppa di Lega francese, battendo in finale il Bordeaux per 3-1: si tratta del primo successo marsigliese nella manifestazione, nonché del primo trofeo dopo 17 anni di digiuno. Il 5 maggio 2010, battendo 3-1 il Rennes, e in concomitanza con la sconfitta dell'Auxerre a Lione, l'OM si aggiudica il nono titolo della sua storia, a diciotto anni dal precedente.
Il 28 luglio 2010 guida i marsigliesi alla vittoria della Supercoppa di Francia sconfiggendo per 5-4 ai rigori il Paris Saint-Germain. Nel dicembre dello stesso anno viene eletto allenatore francese dell'anno dalla rivista France Football.

#### Nazionale francese

##### Il secondo posto all'europeo e il mondiale vittorioso (2012-2019)
L'8 luglio 2012 viene nominato commissario tecnico della nazionale francese, ruolo in cui sostituisce Laurent Blanc, dimissionario dopo l'eliminazione della squadra ai quarti di finale del campionato d'Europa 2012. Deschamps riesce a qualificare i Bleus al campionato del mondo 2014 con qualche patema, solo ai play-off, e solo dopo aver rimontato l'Ucraina nella decisiva sfida di ritorno; nella fase finale in Brasile, con una rosa molto giovane, la Francia arriva ai quarti di finale, dove si arrende alla Germania (0-1) poi vincitrice del torneo.

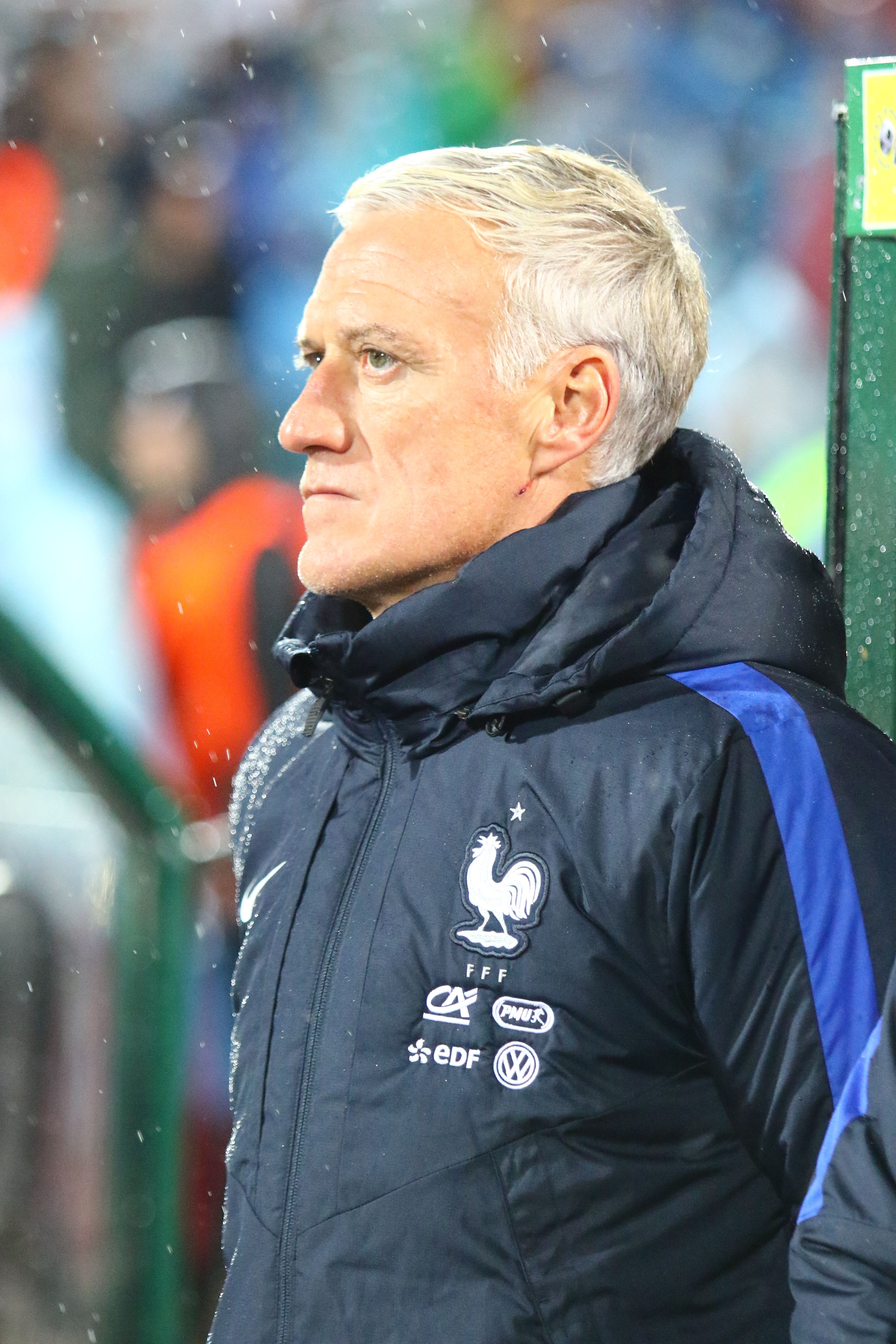
Deschamps sulla panchina della Francia nel 2017

Guida in seguito la nazionale al campionato d'Europa 2016 ospitato proprio dalla Francia, dove Deschamps riesce a portare i Bleus alla finale di Parigi dopo aver eliminato, tra gli altri, i tedeschi campioni del mondo in carica in semifinale; seppur favoriti dai pronostici, all'atto conclusivo i padroni di casa vengono sconfitti dal Portogallo ai tempi supplementari (0-1).
Rimasto in sella alla nazionale, nel biennio seguente raggiunge, seppur con qualche difficoltà, la qualificazione al campionato del mondo 2018. Nella fase finale in Russia, dopo avere vinto il proprio gruppo davanti alla Danimarca e aver eliminato l'Argentina agli ottavi, l'Uruguay ai quarti e il Belgio in semifinale, la Francia trionfa battendo per 4-2 la Croazia nella finale di Mosca, aggiudicandosi la Coppa del mondo per la seconda volta: nell'occasione Deschamps entra nel ristretto gruppo di campioni del mondo sia sul campo che in panchina, dopo il tedesco Franz Beckenbauer e il brasiliano Mário Zagallo. Nel corso della competizione Deschamps diventa inoltre il selezionatore con più panchine nella storia francese, superando il precedente record di Raymond Domenech in occasione della sfida contro gli argentini. Al trionfo mondiale fanno seguito gli impegni nella UEFA Nations League 2018-2019, alla cui final four la Francia non riesce a qualificarsi.

##### La vittoria in Nations League e l'argento in Qatar (2019-)
Nelle qualificazioni al campionato d'Europa 2020, la Francia primeggia nel proprio girone e, in occasione dell'ultima partita del gruppo, vinta contro l'Albania, Deschamps raggiunge quota 100 panchine da commissario tecnico dei Blues. Malgrado i Bleus godano dei favori del pronostico, la fase finale del torneo, disputata nell'estate del 2021, si chiude per i francesi già agli ottavi di finale, a causa dell'inaspettata eliminazione ai tiri di rigore contro la Svizzera.
Nei mesi seguenti la Francia di Deschamps si riscatta nella final four della UEFA Nations League 2020-2021, superando il Belgio in semifinale e la Spagna nella finale di Milano, conquistando così per la prima volta il trofeo. Nel dicembre 2022 guida i transalpini al campionato del mondo 2022 svoltosi in Qatar, dove raggiunge per la seconda volta consecutiva la finale, persa però ai tiri di rigore contro l'Argentina.
Successivamente al mondiale qatariota, la Francia di Deschamps ottiene la qualificazione al campionato d'Europa 2024: nella fase finale in Germania i Bleus, pur senza brillare particolarmente – e anzi, venendo fatti oggetto di numerose critiche per la loro proposta di gioco –, comunque si spingono fino in semifinale, dove la loro avventura termina contro la futura vincitrice dell'edizione, la Spagna, che s'impone per 2-1.
All'inizio del 2025 ufficializza il suo prossimo addio alla panchina dei Bleus, al termine del campionato del mondo 2026.

## Statistiche

### Presenze e reti nei club
Statistiche al termine della carriera da calciatore.
| Stagione                   | Squadra                    | Campionato                 | Campionato | Campionato | Coppe nazionali | Coppe nazionali | Coppe nazionali | Coppe continentali | Coppe continentali | Coppe continentali | Altre coppe | Altre coppe | Altre coppe | Totale | Totale |
| Stagione                   | Squadra                    | Comp                       | Pres       | Reti       | Comp            | Pres            | Reti            | Comp               | Pres               | Reti               | Comp        | Pres        | Reti        | Pres   | Reti   |
| -------------------------- | -------------------------- | -------------------------- | ---------- | ---------- | --------------- | --------------- | --------------- | ------------------ | ------------------ | ------------------ | ----------- | ----------- | ----------- | ------ | ------ |
| 1985-1986                  | Nantes                     | D1                         | 7          | 0          | CF              | 0               | 0               | CU                 | 1                  | 0                  | -           | -           | -           | 8      | 0      |
| 1986-1987                  | Nantes                     | D1                         | 19         | 0          | CF              | 1               | 0               | CU                 | 2                  | 0                  | -           | -           | -           | 22     | 0      |
| 1987-1988                  | Nantes                     | D1                         | 30         | 2          | CF              | 3               | 0               | -                  | -                  | -                  | -           | -           | -           | 33     | 2      |
| 1988-1989                  | Nantes                     | D1                         | 36         | 1          | CF              | 5               | 0               | -                  | -                  | -                  | -           | -           | -           | 41     | 1      |
| lug.-nov. 1989             | Nantes                     | D1                         | 19         | 1          | CF              | 0               | 0               | -                  | -                  | -                  | -           | -           | -           | 19     | 1      |
| Totale Nantes              | Totale Nantes              | Totale Nantes              | 111        | 4          |                 | 9               | 0               |                    | 3                  | 0                  |             | -           | -           | 123    | 4      |
| nov. 1989-1990             | Olympique Marsiglia        | D1                         | 17         | 1          | CF              | 5               | 3               | CC                 | 4                  | 0                  | -           | -           | -           | 26     | 4      |
| 1990-1991                  | Bordeaux                   | D1                         | 29         | 3          | CF              | 1               | 0               | CU                 | 4                  | 0                  | -           | -           | -           | 34     | 3      |
| 1991-1992                  | Olympique Marsiglia        | D1                         | 36         | 4          | CF              | 4               | 0               | CC                 | 4                  | 0                  | -           | -           | -           | 44     | 4      |
| 1992-1993                  | Olympique Marsiglia        | D1                         | 36         | 1          | CF              | 3               | 0               | UCL                | 11                 | 0                  | -           | -           | -           | 50     | 1      |
| 1993-1994                  | Olympique Marsiglia        | D1                         | 34         | 0          | CF              | 4               | 0               | -                  | -                  | -                  | -           | -           | -           | 38     | 0      |
| Totale Olympique Marsiglia | Totale Olympique Marsiglia | Totale Olympique Marsiglia | 123        | 6          |                 | 16              | 3               |                    | 19                 | 0                  |             | -           | -           | 158    | 9      |
| 1994-1995                  | Juventus                   | A                          | 14         | 1          | CI              | 3               | 0               | CU                 | 6                  | 0                  | -           | -           | -           | 23     | 1      |
| 1995-1996                  | Juventus                   | A                          | 30         | 2          | CI              | 1               | 0               | UCL                | 8                  | 0                  | SI          | 1           | 0           | 40     | 2      |
| 1996-1997                  | Juventus                   | A                          | 26         | 1          | CI              | 3               | 0               | UCL                | 10                 | 0                  | SU+CInt     | 1+1         | 0           | 41     | 1      |
| 1997-1998                  | Juventus                   | A                          | 25         | 0          | CI              | 0               | 0               | UCL                | 8                  | 0                  | SI          | 1           | 0           | 34     | 0      |
| 1998-1999                  | Juventus                   | A                          | 29         | 0          | CI              | 1               | 0               | UCL                | 9                  | 0                  | SI          | 1           | 0           | 40     | 0      |
| Totale Juventus            | Totale Juventus            | Totale Juventus            | 124        | 4          |                 | 8               | 0               |                    | 41                 | 0                  |             | 5           | 0           | 178    | 4      |
| 1999-2000                  | Chelsea                    | PL                         | 27         | 0          | FACup+CdL       | 6+0             | 0               | UCL                | 14                 | 1                  | -           | -           | -           | 47     | 1      |
| 2000-2001                  | Valencia                   | PD                         | 13         | 0          | CR              | 1               | 0               | UCL                | 7                  | 0                  | -           | -           | -           | 21     | 0      |
| Totale carriera            | Totale carriera            | Totale carriera            | 427        | 17         |                 | 41              | 3               |                    | 88                 | 1                  |             | 5           | 0           | 561    | 21     |

### Cronologia presenze e reti in nazionale
| Cronologia completa delle presenze e delle reti in nazionale ― Francia | Cronologia completa delle presenze e delle reti in nazionale ― Francia | Cronologia completa delle presenze e delle reti in nazionale ― Francia | Cronologia completa delle presenze e delle reti in nazionale ― Francia | Cronologia completa delle presenze e delle reti in nazionale ― Francia | Cronologia completa delle presenze e delle reti in nazionale ― Francia | Cronologia completa delle presenze e delle reti in nazionale ― Francia | Cronologia completa delle presenze e delle reti in nazionale ― Francia |
| Data                                                                   | Città                                                                  | In casa                                                                | Risultato                                                              | Ospiti                                                                 | Competizione                                                           | Reti                                                                   | Note                                                                   |
| ---------------------------------------------------------------------- | ---------------------------------------------------------------------- | ---------------------------------------------------------------------- | ---------------------------------------------------------------------- | ---------------------------------------------------------------------- | ---------------------------------------------------------------------- | ---------------------------------------------------------------------- | ---------------------------------------------------------------------- |
| 29-4-1989                                                              | Parigi                                                                 | Francia                                                                | 0 – 0                                                                  | Jugoslavia                                                             | Qual. Mondiali 1990                                                    | -                                                                      | 76’                                                                    |
| 16-8-1989                                                              | Malmö                                                                  | Svezia                                                                 | 2 – 4                                                                  | Francia                                                                | Amichevole                                                             | -                                                                      |                                                                        |
| 5-9-1989                                                               | Oslo                                                                   | Norvegia                                                               | 1 – 1                                                                  | Francia                                                                | Qual. Mondiali 1990                                                    | -                                                                      |                                                                        |
| 11-10-1989                                                             | Parigi                                                                 | Francia                                                                | 3 – 0                                                                  | Scozia                                                                 | Qual. Mondiali 1990                                                    | 1                                                                      |                                                                        |
| 18-11-1989                                                             | Tolosa                                                                 | Francia                                                                | 2 – 0                                                                  | Cipro                                                                  | Qual. Mondiali 1990                                                    | 1                                                                      |                                                                        |
| 21-1-1990                                                              | Al Kuwait                                                              | Kuwait                                                                 | 0 – 1                                                                  | Francia                                                                | Amichevole                                                             | -                                                                      | 46’                                                                    |
| 24-1-1990                                                              | Al Kuwait                                                              | Francia                                                                | 3 – 0                                                                  | Germania Est                                                           | Amichevole                                                             | 1                                                                      |                                                                        |
| 28-2-1990                                                              | Montpellier                                                            | Francia                                                                | 2 – 1                                                                  | Germania Ovest                                                         | Amichevole                                                             | -                                                                      |                                                                        |
| 5-9-1990                                                               | Reykjavík                                                              | Islanda                                                                | 1 – 2                                                                  | Francia                                                                | Qual. Euro 1992                                                        | -                                                                      |                                                                        |
| 13-10-1990                                                             | Parigi                                                                 | Francia                                                                | 2 – 1                                                                  | Cecoslovacchia                                                         | Qual. Euro 1992                                                        | -                                                                      |                                                                        |
| 17-11-1990                                                             | Tirana                                                                 | Albania                                                                | 0 – 1                                                                  | Francia                                                                | Qual. Euro 1992                                                        | -                                                                      | 63’                                                                    |
| 20-2-1991                                                              | Parigi                                                                 | Francia                                                                | 3 – 1                                                                  | Spagna                                                                 | Qual. Euro 1992                                                        | -                                                                      | 82’                                                                    |
| 30-3-1991                                                              | Parigi                                                                 | Francia                                                                | 5 – 0                                                                  | Albania                                                                | Qual. Euro 1992                                                        | -                                                                      | 73’                                                                    |
| 14-8-1991                                                              | Poznań                                                                 | Polonia                                                                | 1 – 5                                                                  | Francia                                                                | Amichevole                                                             | -                                                                      | 46’                                                                    |
| 4-9-1991                                                               | Bratislava                                                             | Cecoslovacchia                                                         | 1 – 2                                                                  | Francia                                                                | Qual. Euro 1992                                                        | -                                                                      |                                                                        |
| 12-10-1991                                                             | Siviglia                                                               | Spagna                                                                 | 1 – 2                                                                  | Francia                                                                | Qual. Euro 1992                                                        | -                                                                      |                                                                        |
| 20-11-1991                                                             | Parigi                                                                 | Francia                                                                | 3 – 1                                                                  | Islanda                                                                | Qual. Euro 1992                                                        | -                                                                      |                                                                        |
| 19-2-1992                                                              | Londra                                                                 | Inghilterra                                                            | 2 – 0                                                                  | Francia                                                                | Amichevole                                                             | -                                                                      |                                                                        |
| 25-3-1992                                                              | Parigi                                                                 | Francia                                                                | 3 – 3                                                                  | Belgio                                                                 | Amichevole                                                             | -                                                                      |                                                                        |
| 27-5-1992                                                              | Losanna                                                                | Svizzera                                                               | 2 – 1                                                                  | Francia                                                                | Amichevole                                                             | -                                                                      | 46’                                                                    |
| 5-6-1992                                                               | Lens                                                                   | Francia                                                                | 1 – 1                                                                  | Paesi Bassi                                                            | Amichevole                                                             | -                                                                      |                                                                        |
| 10-6-1992                                                              | Stoccolma                                                              | Svezia                                                                 | 1 – 1                                                                  | Francia                                                                | Euro 1992 - 1º turno                                                   | -                                                                      |                                                                        |
| 14-6-1992                                                              | Malmö                                                                  | Francia                                                                | 0 – 0                                                                  | Inghilterra                                                            | Euro 1992 - 1º turno                                                   | -                                                                      |                                                                        |
| 17-6-1992                                                              | Malmö                                                                  | Francia                                                                | 1 – 2                                                                  | Danimarca                                                              | Euro 1992 - 1º turno                                                   | -                                                                      | 73’                                                                    |
| 26-8-1992                                                              | Parigi                                                                 | Francia                                                                | 0 – 2                                                                  | Brasile                                                                | Amichevole                                                             | -                                                                      |                                                                        |
| 9-9-1992                                                               | Sofia                                                                  | Bulgaria                                                               | 2 – 0                                                                  | Francia                                                                | Qual. Mondiali 1994                                                    | -                                                                      |                                                                        |
| 14-10-1992                                                             | Parigi                                                                 | Francia                                                                | 2 – 0                                                                  | Austria                                                                | Qual. Mondiali 1994                                                    | -                                                                      |                                                                        |
| 14-11-1992                                                             | Parigi                                                                 | Francia                                                                | 2 – 1                                                                  | Finlandia                                                              | Qual. Mondiali 1994                                                    | -                                                                      |                                                                        |
| 17-2-1993                                                              | Tel Aviv                                                               | Israele                                                                | 0 – 4                                                                  | Francia                                                                | Qual. Mondiali 1994                                                    | -                                                                      |                                                                        |
| 27-3-1993                                                              | Vienna                                                                 | Austria                                                                | 0 – 1                                                                  | Francia                                                                | Qual. Mondiali 1994                                                    | -                                                                      |                                                                        |
| 28-4-1993                                                              | Parigi                                                                 | Francia                                                                | 2 – 1                                                                  | Svezia                                                                 | Qual. Mondiali 1994                                                    | -                                                                      |                                                                        |
| 28-7-1993                                                              | Caen                                                                   | Francia                                                                | 3 – 1                                                                  | Russia                                                                 | Amichevole                                                             | -                                                                      |                                                                        |
| 22-8-1993                                                              | Stoccolma                                                              | Svezia                                                                 | 1 – 1                                                                  | Francia                                                                | Qual. Mondiali 1994                                                    | -                                                                      |                                                                        |
| 8-9-1993                                                               | Tampere                                                                | Finlandia                                                              | 0 – 2                                                                  | Francia                                                                | Qual. Mondiali 1994                                                    | -                                                                      | 88’                                                                    |
| 13-10-1993                                                             | Parigi                                                                 | Francia                                                                | 2 – 3                                                                  | Israele                                                                | Qual. Mondiali 1994                                                    | -                                                                      |                                                                        |
| 17-11-1993                                                             | Parigi                                                                 | Francia                                                                | 1 – 2                                                                  | Bulgaria                                                               | Qual. Mondiali 1994                                                    | -                                                                      |                                                                        |
| 16-2-1994                                                              | Napoli                                                                 | Italia                                                                 | 0 – 1                                                                  | Francia                                                                | Amichevole                                                             | -                                                                      |                                                                        |
| 22-3-1994                                                              | Lione                                                                  | Francia                                                                | 3 – 1                                                                  | Cile                                                                   | Amichevole                                                             | -                                                                      | cap.                                                                   |
| 29-5-1994                                                              | Tokyo                                                                  | Giappone                                                               | 1 – 4                                                                  | Francia                                                                | Kirin Cup 1994                                                         | -                                                                      |                                                                        |
| 7-9-1994                                                               | Bratislava                                                             | Slovacchia                                                             | 0 – 0                                                                  | Francia                                                                | Qual. Euro 1996                                                        | -                                                                      |                                                                        |
| 26-4-1995                                                              | Nantes                                                                 | Francia                                                                | 4 – 0                                                                  | Slovacchia                                                             | Qual. Euro 1996                                                        | -                                                                      | cap. 53’                                                               |
| 16-8-1995                                                              | Parigi                                                                 | Francia                                                                | 1 – 1                                                                  | Polonia                                                                | Qual. Euro 1996                                                        | -                                                                      |                                                                        |
| 6-9-1995                                                               | Auxerre                                                                | Francia                                                                | 10 – 0                                                                 | Azerbaigian                                                            | Qual. Euro 1996                                                        | -                                                                      |                                                                        |
| 11-10-1995                                                             | Bucarest                                                               | Romania                                                                | 1 – 3                                                                  | Francia                                                                | Qual. Euro 1996                                                        | -                                                                      |                                                                        |
| 15-11-1995                                                             | Caen                                                                   | Francia                                                                | 2 – 0                                                                  | Israele                                                                | Qual. Euro 1996                                                        | -                                                                      | 21’                                                                    |
| 24-1-1996                                                              | Parigi                                                                 | Francia                                                                | 3 – 2                                                                  | Portogallo                                                             | Amichevole                                                             | -                                                                      |                                                                        |
| 21-2-1996                                                              | Nîmes                                                                  | Francia                                                                | 3 – 1                                                                  | Grecia                                                                 | Amichevole                                                             | -                                                                      |                                                                        |
| 27-3-1996                                                              | Bruxelles                                                              | Belgio                                                                 | 0 – 2                                                                  | Francia                                                                | Amichevole                                                             | -                                                                      |                                                                        |
| 1-6-1996                                                               | Stoccarda                                                              | Germania                                                               | 0 – 1                                                                  | Francia                                                                | Amichevole                                                             | -                                                                      | cap.                                                                   |
| 5-6-1996                                                               | Villeneuve-d'Ascq                                                      | Francia                                                                | 2 – 0                                                                  | Armenia                                                                | Amichevole                                                             | -                                                                      | cap.                                                                   |
| 10-6-1996                                                              | Newcastle upon Tyne                                                    | Romania                                                                | 0 – 1                                                                  | Francia                                                                | Euro 1996 - 1º turno                                                   | -                                                                      | cap.                                                                   |
| 15-6-1996                                                              | Leeds                                                                  | Francia                                                                | 1 – 1                                                                  | Spagna                                                                 | Euro 1996 - 1º turno                                                   | -                                                                      | cap.                                                                   |
| 18-6-1996                                                              | Newcastle upon Tyne                                                    | Bulgaria                                                               | 1 – 3                                                                  | Francia                                                                | Euro 1996 - 1º turno                                                   | -                                                                      | cap.                                                                   |
| 22-6-1996                                                              | Liverpool                                                              | Francia                                                                | 0 – 0 dts (5 – 4 dtr)                                                  | Paesi Bassi                                                            | Euro 1996 - Quarti di finale                                           | -                                                                      | cap. 6’                                                                |
| 31-8-1996                                                              | Parigi                                                                 | Francia                                                                | 2 – 0                                                                  | Messico                                                                | Amichevole                                                             | -                                                                      | cap.                                                                   |
| 9-10-1996                                                              | Parigi                                                                 | Francia                                                                | 4 – 0                                                                  | Turchia                                                                | Amichevole                                                             | -                                                                      | cap.                                                                   |
| 9-11-1996                                                              | Copenaghen                                                             | Danimarca                                                              | 1 – 0                                                                  | Francia                                                                | Amichevole                                                             | -                                                                      | cap.                                                                   |
| 22-1-1997                                                              | Braga                                                                  | Portogallo                                                             | 0 – 2                                                                  | Francia                                                                | Amichevole                                                             | 1                                                                      | cap. 63’                                                               |
| 3-6-1997                                                               | Lione                                                                  | Francia                                                                | 1 – 1                                                                  | Brasile                                                                | Torneo di Francia                                                      | -                                                                      | cap. 90’                                                               |
| 7-6-1997                                                               | Montpellier                                                            | Francia                                                                | 0 – 1                                                                  | Inghilterra                                                            | Torneo di Francia                                                      | -                                                                      | cap.                                                                   |
| 11-6-1997                                                              | Parigi                                                                 | Francia                                                                | 2 – 2                                                                  | Italia                                                                 | Torneo di Francia                                                      | -                                                                      | cap.                                                                   |
| 11-10-1997                                                             | Lens                                                                   | Francia                                                                | 2 – 1                                                                  | Sudafrica                                                              | Amichevole                                                             | -                                                                      | cap.                                                                   |
| 12-11-1997                                                             | Saint-Étienne                                                          | Francia                                                                | 2 – 1                                                                  | Scozia                                                                 | Amichevole                                                             | -                                                                      | cap.                                                                   |
| 28-1-1998                                                              | Saint-Denis                                                            | Francia                                                                | 1 – 0                                                                  | Spagna                                                                 | Amichevole                                                             | -                                                                      | cap. 62’                                                               |
| 25-2-1998                                                              | Marsiglia                                                              | Francia                                                                | 3 – 3                                                                  | Norvegia                                                               | Amichevole                                                             | -                                                                      | cap.                                                                   |
| 25-3-1998                                                              | Mosca                                                                  | Russia                                                                 | 1 – 0                                                                  | Francia                                                                | Amichevole                                                             | -                                                                      | cap. 46’                                                               |
| 22-4-1998                                                              | Solna                                                                  | Svezia                                                                 | 0 – 0                                                                  | Francia                                                                | Amichevole                                                             | -                                                                      | cap. 68’                                                               |
| 27-5-1998                                                              | Casablanca                                                             | Francia                                                                | 1 – 0                                                                  | Belgio                                                                 | Trofeo di calcio Hassan II 1998                                        | -                                                                      | cap.                                                                   |
| 29-5-1998                                                              | Casablanca                                                             | Marocco                                                                | 2 – 2 (6 - 5 dtr)                                                      | Francia                                                                | Trofeo di calcio Hassan II 1998                                        | -                                                                      | 46’                                                                    |
| 5-6-1998                                                               | Helsinki                                                               | Finlandia                                                              | 0 – 1                                                                  | Francia                                                                | Amichevole                                                             | -                                                                      |                                                                        |
| 12-6-1998                                                              | Marsiglia                                                              | Francia                                                                | 3 – 0                                                                  | Sudafrica                                                              | Mondiali 1998 - 1º turno                                               | -                                                                      | cap. 53’                                                               |
| 18-6-1998                                                              | Marsiglia                                                              | Francia                                                                | 4 – 0                                                                  | Arabia Saudita                                                         | Mondiali 1998 - 1º turno                                               | -                                                                      | cap.                                                                   |
| 28-6-1998                                                              | Lens                                                                   | Francia                                                                | 1 – 0 gg                                                               | Paraguay                                                               | Mondiali 1998 - Ottavi di finale                                       | -                                                                      | cap.                                                                   |
| 3-7-1998                                                               | Saint-Denis                                                            | Italia                                                                 | 0 – 0 dts (3 – 4 dtr)                                                  | Francia                                                                | Mondiali 1998 - Quarti di finale                                       | -                                                                      | cap. 62’                                                               |
| 8-7-1998                                                               | Saint-Denis                                                            | Francia                                                                | 2 – 1                                                                  | Croazia                                                                | Mondiali 1998 - Semifinale                                             | -                                                                      | cap.                                                                   |
| 12-7-1998                                                              | Saint-Denis                                                            | Brasile                                                                | 0 – 3                                                                  | Francia                                                                | Mondiali 1998 - Finale                                                 | -                                                                      | cap.                                                                   |
| 19-8-1998                                                              | Vienna                                                                 | Austria                                                                | 2 – 2                                                                  | Francia                                                                | Amichevole                                                             | -                                                                      | 46’                                                                    |
| 5-9-1998                                                               | Reykjavík                                                              | Islanda                                                                | 1 – 1                                                                  | Francia                                                                | Qual. Euro 2000                                                        | -                                                                      | cap.                                                                   |
| 10-10-1998                                                             | Mosca                                                                  | Russia                                                                 | 2 – 3                                                                  | Francia                                                                | Qual. Euro 2000                                                        | -                                                                      | cap.                                                                   |
| 14-10-1998                                                             | Saint-Denis                                                            | Francia                                                                | 2 – 0                                                                  | Andorra                                                                | Qual. Euro 2000                                                        | -                                                                      | cap.                                                                   |
| 20-1-1999                                                              | Marsiglia                                                              | Francia                                                                | 1 – 0                                                                  | Marocco                                                                | Amichevole                                                             | -                                                                      | 46’                                                                    |
| 10-2-1999                                                              | Londra                                                                 | Inghilterra                                                            | 0 – 2                                                                  | Francia                                                                | Amichevole                                                             | -                                                                      | cap. 90’                                                               |
| 27-3-1999                                                              | Saint-Denis                                                            | Francia                                                                | 0 – 0                                                                  | Ucraina                                                                | Qual. Euro 2000                                                        | -                                                                      | cap.                                                                   |
| 31-3-1999                                                              | Saint-Denis                                                            | Francia                                                                | 2 – 0                                                                  | Armenia                                                                | Qual. Euro 2000                                                        | -                                                                      | cap.                                                                   |
| 5-6-1999                                                               | Saint-Denis                                                            | Francia                                                                | 2 – 3                                                                  | Russia                                                                 | Qual. Euro 2000                                                        | -                                                                      | cap. 10’                                                               |
| 4-9-1999                                                               | Kiev                                                                   | Ucraina                                                                | 0 – 0                                                                  | Francia                                                                | Qual. Euro 2000                                                        | -                                                                      | cap.                                                                   |
| 8-9-1999                                                               | Erevan                                                                 | Armenia                                                                | 2 – 3                                                                  | Francia                                                                | Qual. Euro 2000                                                        | -                                                                      | cap.                                                                   |
| 9-10-1999                                                              | Saint-Denis                                                            | Francia                                                                | 3 – 2                                                                  | Islanda                                                                | Qual. Euro 2000                                                        | -                                                                      | cap.                                                                   |
| 13-11-1999                                                             | Saint-Denis                                                            | Francia                                                                | 3 – 0                                                                  | Croazia                                                                | Amichevole                                                             | -                                                                      | 85’                                                                    |
| 23-2-2000                                                              | Saint-Denis                                                            | Francia                                                                | 1 – 0                                                                  | Polonia                                                                | Amichevole                                                             | -                                                                      | cap.                                                                   |
| 29-3-2000                                                              | Glasgow                                                                | Scozia                                                                 | 0 – 2                                                                  | Francia                                                                | Amichevole                                                             | -                                                                      | cap. 60’                                                               |
| 26-4-2000                                                              | Saint-Denis                                                            | Francia                                                                | 3 – 2                                                                  | Slovenia                                                               | Amichevole                                                             | -                                                                      | cap. 63’                                                               |
| 28-5-2000                                                              | Zagabria                                                               | Croazia                                                                | 0 – 2                                                                  | Francia                                                                | Amichevole                                                             | -                                                                      | cap.                                                                   |
| 4-6-2000                                                               | Casablanca                                                             | Giappone                                                               | 2 – 2 (2 – 4 dtr)                                                      | Francia                                                                | Trofeo di calcio Hassan II 2000 - Semifinale                           | -                                                                      | 46’                                                                    |
| 6-6-2000                                                               | Casablanca                                                             | Marocco                                                                | 1 – 5                                                                  | Francia                                                                | Trofeo di calcio Hassan II 2000 - Finale                               | -                                                                      | 67’                                                                    |
| 11-6-2000                                                              | Bruges                                                                 | Francia                                                                | 3 – 0                                                                  | Danimarca                                                              | Euro 2000 - 1º turno                                                   | -                                                                      | cap.                                                                   |
| 16-6-2000                                                              | Bruges                                                                 | Rep. Ceca                                                              | 1 – 2                                                                  | Francia                                                                | Euro 2000 - 1º turno                                                   | -                                                                      | cap.                                                                   |
| 21-6-2000                                                              | Amsterdam                                                              | Paesi Bassi                                                            | 3 – 2                                                                  | Francia                                                                | Euro 2000 - 1º turno                                                   | -                                                                      | 90’                                                                    |
| 25-6-2000                                                              | Bruges                                                                 | Francia                                                                | 2 – 1                                                                  | Spagna                                                                 | Euro 2000 - Quarti di finale                                           | -                                                                      | cap. 59’                                                               |
| 28-6-2000                                                              | Bruxelles                                                              | Francia                                                                | 2 – 1 gg                                                               | Portogallo                                                             | Euro 2000 - Semifinale                                                 | -                                                                      | cap.                                                                   |
| 2-7-2000                                                               | Rotterdam                                                              | Francia                                                                | 2 – 1 gg                                                               | Italia                                                                 | Euro 2000 - Finale                                                     | -                                                                      | cap.                                                                   |
| 16-8-2000                                                              | Marsiglia                                                              | Francia                                                                | 5 – 1                                                                  | World Stars                                                            | Amichevole                                                             | -                                                                      | cap. 61’                                                               |
| 2-9-2000                                                               | Saint-Denis                                                            | Francia                                                                | 1 – 1                                                                  | Inghilterra                                                            | Amichevole                                                             | -                                                                      | cap. 59’                                                               |
| Totale                                                                 |                                                                        | Presenze (9º posto)                                                    | 103                                                                    |                                                                        | Reti                                                                   | 4                                                                      |                                                                        |

### Statistiche da allenatore

#### Club
Statistiche aggiornate al 30 giugno 2012. In grassetto le competizioni vinte.
| Stagione                   | Squadra                    | Campionato                 | Campionato | Campionato | Campionato | Campionato | Coppe nazionali | Coppe nazionali | Coppe nazionali | Coppe nazionali | Coppe nazionali | Coppe continentali | Coppe continentali | Coppe continentali | Coppe continentali | Coppe continentali | Altre coppe | Altre coppe | Altre coppe | Altre coppe | Altre coppe | Totale | Totale | Totale | Totale | Vittorie % | Piazzamento |
| Stagione                   | Squadra                    | Comp                       | G          | V          | N          | P          | Comp            | G               | V               | N               | P               | Comp               | G                  | V                  | N                  | P                  | Comp        | G           | V           | N           | P           | G      | V      | N      | P      | %          | Piazzamento |
| -------------------------- | -------------------------- | -------------------------- | ---------- | ---------- | ---------- | ---------- | --------------- | --------------- | --------------- | --------------- | --------------- | ------------------ | ------------------ | ------------------ | ------------------ | ------------------ | ----------- | ----------- | ----------- | ----------- | ----------- | ------ | ------ | ------ | ------ | ---------- | ----------- |
| 2001-2002                  | Monaco                     | D1                         | 34         | 9          | 12         | 13         | CF+CdL          | 4+3             | 3+2             | 1+0             | 0+1             | -                  | -                  | -                  | -                  | -                  | -           | -           | -           | -           | -           | 41     | 14     | 13     | 14     | 34,15      | 15º         |
| 2002-2003                  | Monaco                     | L1                         | 38         | 19         | 10         | 9          | CF+CdL          | 1+5             | 0+5             | 0+0             | 1+0             | -                  | -                  | -                  | -                  | -                  | -           | -           | -           | -           | -           | 44     | 24     | 10     | 10     | 54,55      | 2º          |
| 2003-2004                  | Monaco                     | L1                         | 38         | 21         | 12         | 5          | CF+CdL          | 4+1             | 2+0             | 1+0             | 1+1             | UCL                | 13                 | 6                  | 3                  | 4                  | -           | -           | -           | -           | -           | 56     | 29     | 15     | 11     | 51,79      | 3º          |
| 2004-2005                  | Monaco                     | L1                         | 38         | 15         | 18         | 5          | CF+CdL          | 5+4             | 4+3             | 0+0             | 1+1             | UCL                | 10                 | 6                  | 0                  | 4                  | -           | -           | -           | -           | -           | 57     | 28     | 18     | 11     | 49,12      | 3º          |
| ago.-set. 2005             | Monaco                     | L1                         | 7          | 3          | 1          | 3          | CF+CdL          | -               | -               | -               | -               | UCL+CU             | 2+1                | 0+1                | 1+0                | 1+0                | -           | -           | -           | -           | -           | 10     | 4      | 2      | 4      | 40,00      | Dimis.      |
| Totale Monaco              | Totale Monaco              | Totale Monaco              | 155        | 67         | 53         | 35         |                 | 27              | 19              | 2               | 6               |                    | 26                 | 13                 | 4                  | 9                  |             | -           | -           | -           | -           | 208    | 99     | 58     | 50     | 47,60      |             |
| 2006-mag. 2007             | Juventus                   | B                          | 40         | 28         | 10         | 2          | CI              | 3               | 2               | 1               | 0               | -                  | -                  | -                  | -                  | -                  | -           | -           | -           | -           | -           | 43     | 30     | 11     | 2      | 69,77      | Dimis.      |
| 2009-2010                  | Olympique Marsiglia        | L1                         | 38         | 23         | 9          | 6          | CF+CdL          | 2+4             | 1+4             | 0+0             | 1+0             | UCL+UEL            | 6+4                | 2+2                | 1+1                | 3+1                | -           | -           | -           | -           | -           | 54     | 32     | 11     | 11     | 59,26      | 1º          |
| 2010-2011                  | Olympique Marsiglia        | L1                         | 38         | 18         | 14         | 6          | CF+CdL          | 1+4             | 0+4             | 0+0             | 1+0             | UCL                | 8                  | 4                  | 1                  | 3                  | SF          | 1           | 0           | 1           | 0           | 52     | 26     | 16     | 10     | 50,00      | 2º          |
| 2011-2012                  | Olympique Marsiglia        | L1                         | 38         | 12         | 12         | 14         | CF+CdL          | 4+4             | 3+4             | 0+0             | 1+0             | UCL                | 10                 | 4                  | 1                  | 5                  | SF          | 1           | 1           | 0           | 0           | 57     | 24     | 13     | 20     | 42,11      | 10º         |
| Totale Olympique Marsiglia | Totale Olympique Marsiglia | Totale Olympique Marsiglia | 114        | 53         | 35         | 26         |                 | 19              | 16              | 0               | 3               |                    | 28                 | 12                 | 4                  | 12                 |             | 2           | 1           | 1           | 0           | 163    | 82     | 41     | 41     | 50,31      |             |
| Totale carriera            | Totale carriera            | Totale carriera            | 309        | 148        | 98         | 63         |                 | 49              | 37              | 3               | 9               |                    | 54                 | 25                 | 8                  | 21                 |             | 2           | 1           | 1           | 0           | 414    | 211    | 110    | 93     | 50,97      |             |

#### Nazionale
Statistiche aggiornate all'8 giugno 2025.
| Squadra | Naz                | dall'         | al        | Record | Record | Record | Record     | Record | Record | Record | Record |
| G       | V                  | N             | P         | GF     | GS     | DR     | % Vittorie |        |        |        |        |
| ------- | ------------------ | ------------- | --------- | ------ | ------ | ------ | ---------- | ------ | ------ | ------ | ------ |
| Francia | Francia (bandiera) | 8 luglio 2012 | in carica | 169    | 107    | 34     | 28         | 343    | 145    | +198   | 63,31  |

#### Nazionale nel dettaglio
| 2012                 | Francia        | Qual. Mondiale 2014      | 2º nel Gruppo I, qualificato dopo i play-off | 3   | 2   | 1  | 0  | 66,67 | 5   | 2   | +3   |
| 2013                 | Francia        | Qual. Mondiale 2014      | 2º nel Gruppo I, qualificato dopo i play-off | 5   | 3   | 1  | 1  | 60,00 | 10  | 4   | +6   |
| Nov. 2013 (play-off) | Francia        | Qual. Mondiale 2014      | 2º nel Gruppo I, qualificato dopo i play-off | 2   | 1   | 0  | 1  | 50,00 | 3   | 2   | +1   |
| 2014                 | Francia        | Mondiale 2014            | Quarti di finale                             | 5   | 3   | 1  | 1  | 60,00 | 10  | 3   | +7   |
| 2016                 | Francia        | Europeo 2016             | 2º                                           | 7   | 5   | 1  | 1  | 71,43 | 13  | 5   | +8   |
| 2016                 | Francia        | Qual. Mondiale 2018      | 1º nel Gruppo A, qualificato                 | 4   | 3   | 1  | 0  | 75,00 | 7   | 2   | +5   |
| 2017                 | Francia        | Qual. Mondiale 2018      | 1º nel Gruppo A, qualificato                 | 6   | 4   | 1  | 1  | 66,67 | 11  | 4   | +7   |
| 2018                 | Francia        | Mondiale 2018            | Vincitore                                    | 7   | 6   | 1  | 0  | 85,71 | 14  | 6   | +8   |
| 2018                 | Francia        | Nations League 2018-2019 | 2º nel Gruppo 1 della Lega A                 | 4   | 2   | 1  | 1  | 50,00 | 4   | 4   | 0    |
| 2019                 | Francia        | Qual. Europeo 2020       | 1º nel Gruppo H, qualificato                 | 10  | 8   | 1  | 1  | 80,00 | 25  | 6   | +19  |
| 2020-2021            | Francia        | Nations League 2020-2021 | Vincitore                                    | 8   | 7   | 1  | 0  | 87,50 | 17  | 8   | +9   |
| 2021                 | Francia        | Qual. Mondiale 2022      | 1º nel Gruppo D, qualificato                 | 8   | 5   | 3  | 0  | 62,50 | 18  | 3   | +15  |
| 2021                 | Francia        | Europeo 2020             | Ottavi di finale                             | 4   | 1   | 3  | 0  | 25,00 | 7   | 6   | +1   |
| 2022                 | Francia        | Nations League 2022-2023 | 3º nel Gruppo 1 della Lega A                 | 6   | 1   | 2  | 3  | 16,67 | 5   | 7   | -2   |
| 2022                 | Francia        | Mondiale 2022            | 2º                                           | 7   | 5   | 1  | 1  | 71,43 | 16  | 8   | +8   |
| 2023                 | Francia        | Qual. Europeo 2024       | 1º nel Gruppo B, qualificato                 | 8   | 7   | 1  | 0  | 87,50 | 29  | 3   | +26  |
| 2024                 | Francia        | Europeo 2024             | Semifinale                                   | 6   | 2   | 3  | 1  | 33,33 | 4   | 3   | +1   |
| 2024                 | Francia        | Nations League 2024-2025 | 3º                                           | 6   | 4   | 1  | 1  | 66,67 | 12  | 6   | +6   |
| mar.-giu. 2025       | Francia        | Nations League 2024-2025 | 3º                                           | 4   | 2   | 0  | 2  | 50,00 | 8   | 7   | +1   |
| Dal 2012             | Francia        | Amichevoli               |                                              | 59  | 36  | 10 | 13 | 61,02 | 125 | 56  | +69  |
| Totale Francia       | Totale Francia | Totale Francia           | Totale Francia                               | 169 | 107 | 34 | 28 | 63,31 | 343 | 145 | +198 |

#### Panchine da commissario tecnico della nazionale francese
| Cronologia completa delle presenze e delle reti in nazionale ― Francia | Cronologia completa delle presenze e delle reti in nazionale ― Francia | Cronologia completa delle presenze e delle reti in nazionale ― Francia | Cronologia completa delle presenze e delle reti in nazionale ― Francia | Cronologia completa delle presenze e delle reti in nazionale ― Francia | Cronologia completa delle presenze e delle reti in nazionale ― Francia | Cronologia completa delle presenze e delle reti in nazionale ― Francia                                                                                             | Cronologia completa delle presenze e delle reti in nazionale ― Francia |
| Data                                                                   | Città                                                                  | In casa                                                                | Risultato                                                              | Ospiti                                                                 | Competizione                                                           | Reti | Note                                                                   |
| ---------------------------------------------------------------------- | ---------------------------------------------------------------------- | ---------------------------------------------------------------------- | ---------------------------------------------------------------------- | ---------------------------------------------------------------------- | ---------------------------------------------------------------------- | --- | ---------------------------------------------------------------------- |
| 15-8-2012                                                              | Le Havre                                                               | Francia                                                                | 0 – 0                                                                  | Uruguay                                                                | Amichevole                                                             | - | Cap: H. Lloris                                                         |
| 7-9-2012                                                               | Helsinki                                                               | Finlandia                                                              | 0 – 1                                                                  | Francia                                                                | Qual. Mondiali 2014                                                    | Abou Diaby | Cap: H. Lloris                                                         |
| 11-9-2012                                                              | Saint-Denis                                                            | Francia                                                                | 3 – 1                                                                  | Bielorussia                                                            | Qual. Mondiali 2014                                                    | Étienne Capoue Christophe Jallet Franck Ribéry | Cap: H. Lloris                                                         |
| 12-10-2012                                                             | Saint-Denis                                                            | Francia                                                                | 0 – 1                                                                  | Giappone                                                               | Amichevole                                                             | - | Cap: H. Lloris                                                         |
| 16-10-2012                                                             | Madrid                                                                 | Spagna                                                                 | 1 – 1                                                                  | Francia                                                                | Qual. Mondiali 2014                                                    | Olivier Giroud | Cap: H. Lloris                                                         |
| 14-11-2012                                                             | Parma                                                                  | Italia                                                                 | 1 – 2                                                                  | Francia                                                                | Amichevole                                                             | Mathieu Valbuena Bafétimbi Gomis | Cap: H. Lloris                                                         |
| 6-2-2013                                                               | Saint-Denis                                                            | Francia                                                                | 1 – 2                                                                  | Germania                                                               | Amichevole                                                             | Mathieu Valbuena | Cap: H. Lloris                                                         |
| 22-3-2013                                                              | Saint-Denis                                                            | Francia                                                                | 3 – 1                                                                  | Georgia                                                                | Qual. Mondiali 2014                                                    | Olivier Giroud Mathieu Valbuena Franck Ribéry | Cap: H. Lloris                                                         |
| 26-3-2013                                                              | Saint-Denis                                                            | Francia                                                                | 0 – 1                                                                  | Spagna                                                                 | Qual. Mondiali 2014                                                    | - | Cap: H. Lloris                                                         |
| 5-6-2013                                                               | Montevideo                                                             | Uruguay                                                                | 1 – 0                                                                  | Francia                                                                | Amichevole                                                             | - | Cap: B. Matuidi                                                        |
| 9-6-2013                                                               | Porto Alegre                                                           | Brasile                                                                | 3 – 0                                                                  | Francia                                                                | Amichevole                                                             | - | Cap: H. Lloris                                                         |
| 14-8-2013                                                              | Bruxelles                                                              | Belgio                                                                 | 0 – 0                                                                  | Francia                                                                | Amichevole                                                             | - | Cap: H. Lloris                                                         |
| 6-9-2013                                                               | Tbilisi                                                                | Georgia                                                                | 0 – 0                                                                  | Francia                                                                | Qual. Mondiali 2014                                                    | - | Cap: H. Lloris                                                         |
| 10-9-2013                                                              | Homel'                                                                 | Bielorussia                                                            | 2 – 4                                                                  | Francia                                                                | Qual. Mondiali 2014                                                    | 2 Franck Ribéry Samir Nasri Paul Pogba | Cap: H. Lloris                                                         |
| 11-10-2013                                                             | Parigi                                                                 | Francia                                                                | 6 – 0                                                                  | Australia                                                              | Amichevole                                                             | Franck Ribéry 2 Olivier Giroud Yohan Cabaye Mathieu Debuchy Karim Benzema                                                                                          | Cap: H. Lloris                                                         |
| 15-10-2013                                                             | Saint-Denis                                                            | Francia                                                                | 3 – 0                                                                  | Finlandia                                                              | Qual. Mondiali 2014                                                    | Franck Ribéry autorete Karim Benzema | Cap: H. Lloris                                                         |
| 15-11-2013                                                             | Kiev                                                                   | Ucraina                                                                | 2 – 0                                                                  | Francia                                                                | Qual. Mondiali 2014                                                    | - | Cap: H. Lloris                                                         |
| 19-11-2013                                                             | Saint-Denis                                                            | Francia                                                                | 3 – 0                                                                  | Ucraina                                                                | Qual. Mondiali 2014                                                    | 2 Mamadou Sakho Karim Benzema | Cap: H. Lloris                                                         |
| 5-3-2014                                                               | Saint-Denis                                                            | Francia                                                                | 2 – 0                                                                  | Paesi Bassi                                                            | Amichevole                                                             | Karim Benzema Blaise Matuidi | Cap: H. Lloris                                                         |
| 27-5-2014                                                              | Saint-Denis                                                            | Francia                                                                | 4 – 0                                                                  | Norvegia                                                               | Amichevole                                                             | Paul Pogba 2 Olivier Giroud Loïc Rémy | Cap: M. Sakho                                                          |
| 1-6-2014                                                               | Nizza                                                                  | Francia                                                                | 1 – 1                                                                  | Paraguay                                                               | Amichevole                                                             | Antoine Griezmann | Cap: H. Lloris                                                         |
| 8-6-2014                                                               | Lilla                                                                  | Francia                                                                | 8 – 0                                                                  | Giamaica                                                               | Amichevole                                                             | Yohan Cabaye 2 Blaise Matuidi 2 Karim Benzema Olivier Giroud 2 Antoine Griezmann                                                                                   | Cap: H. Lloris                                                         |
| 15-6-2014                                                              | Porto Alegre                                                           | Francia                                                                | 3 – 0                                                                  | Honduras                                                               | Mondiali 2014 - 1º turno                                               | 2 Karim Benzema autorete | Cap: H. Lloris                                                         |
| 20-6-2014                                                              | Salvador                                                               | Svizzera                                                               | 2 – 5                                                                  | Francia                                                                | Mondiali 2014 - 1º turno                                               | Olivier Giroud Blaise Matuidi Mathieu Valbuena Karim Benzema Moussa Sissoko                                                                                        | Cap: H. Lloris                                                         |
| 25-6-2014                                                              | Rio de Janeiro                                                         | Ecuador                                                                | 0 – 0                                                                  | Francia                                                                | Mondiali 2014 - 1º turno                                               | - | Cap: H. Lloris                                                         |
| 30-6-2014                                                              | Brasilia                                                               | Francia                                                                | 2 – 0                                                                  | Nigeria                                                                | Mondiali 2014 - Ottavi di finale                                       | Paul Pogba autorete | Cap: H. Lloris                                                         |
| 4-7-2014                                                               | Rio de Janeiro                                                         | Francia                                                                | 0 – 1                                                                  | Germania                                                               | Mondiali 2014 - Quarti di finale                                       | - | Cap: H. Lloris                                                         |
| 4-9-2014                                                               | Saint-Denis                                                            | Francia                                                                | 1 – 0                                                                  | Spagna                                                                 | Amichevole                                                             | Loïc Rémy | Cap: H. Lloris                                                         |
| 7-9-2014                                                               | Belgrado                                                               | Serbia                                                                 | 1 – 1                                                                  | Francia                                                                | Amichevole                                                             | Paul Pogba | Cap: H. Lloris                                                         |
| 11-10-2014                                                             | Saint-Denis                                                            | Francia                                                                | 2 – 1                                                                  | Portogallo                                                             | Amichevole                                                             | Karim Benzema Paul Pogba | Cap: B. Matuidi                                                        |
| 14-10-2014                                                             | Erevan                                                                 | Armenia                                                                | 0 – 3                                                                  | Francia                                                                | Amichevole                                                             | Loïc Rémy André-Pierre Gignac Antoine Griezmann | Cap: B. Matuidi                                                        |
| 14-11-2014                                                             | Rennes                                                                 | Francia                                                                | 1 – 1                                                                  | Albania                                                                | Amichevole                                                             | Antoine Griezmann | Cap: H. Lloris                                                         |
| 18-11-2014                                                             | Marsiglia                                                              | Francia                                                                | 1 – 0                                                                  | Svezia                                                                 | Amichevole                                                             | Raphaël Varane | Cap: R. Varane                                                         |
| 26-3-2015                                                              | Saint-Denis                                                            | Francia                                                                | 1 – 3                                                                  | Brasile                                                                | Amichevole                                                             | Raphaël Varane | Cap: K. Benzema                                                        |
| 29-3-2015                                                              | Saint-Étienne                                                          | Francia                                                                | 2 – 0                                                                  | Danimarca                                                              | Amichevole                                                             | Alexandre Lacazette Olivier Giroud | Cap: R. Varane                                                         |
| 7-6-2015                                                               | Saint-Denis                                                            | Francia                                                                | 3 – 4                                                                  | Belgio                                                                 | Amichevole                                                             | Mathieu Valbuena Nabil Fekir Dimitri Payet | Cap: H. Lloris                                                         |
| 13-6-2015                                                              | Elbasan                                                                | Albania                                                                | 1 – 0                                                                  | Francia                                                                | Amichevole                                                             | - | Cap: H. Lloris                                                         |
| 4-9-2015                                                               | Lisbona                                                                | Portogallo                                                             | 0 – 1                                                                  | Francia                                                                | Amichevole                                                             | Mathieu Valbuena | Cap: B. Matuidi                                                        |
| 7-9-2015                                                               | Bordeaux                                                               | Francia                                                                | 2 – 1                                                                  | Serbia                                                                 | Amichevole                                                             | 2 Blaise Matuidi | Cap: H. Lloris                                                         |
| 8-10-2015                                                              | Nizza                                                                  | Francia                                                                | 4 – 0                                                                  | Armenia                                                                | Amichevole                                                             | Antoine Griezmann Yohan Cabaye 2 Karim Benzema | Cap: H. Lloris                                                         |
| 11-10-2015                                                             | Copenaghen                                                             | Danimarca                                                              | 1 – 2                                                                  | Francia                                                                | Amichevole                                                             | 2 Olivier Giroud | Cap: R. Varane                                                         |
| 13-11-2015                                                             | Saint-Denis                                                            | Francia                                                                | 2 – 0                                                                  | Germania                                                               | Amichevole                                                             | Olivier Giroud André-Pierre Gignac | Cap: H. Lloris                                                         |
| 17-11-2015                                                             | Londra                                                                 | Inghilterra                                                            | 2 – 0                                                                  | Francia                                                                | Amichevole                                                             | - | Cap: H. Lloris                                                         |
| 25-3-2016                                                              | Amsterdam                                                              | Paesi Bassi                                                            | 2 – 3                                                                  | Francia                                                                | Amichevole                                                             | Antoine Griezmann Olivier Giroud Blaise Matuidi | Cap: B. Matuidi                                                        |
| 29-3-2016                                                              | Saint-Denis                                                            | Francia                                                                | 4 – 2                                                                  | Russia                                                                 | Amichevole                                                             | N'Golo Kanté André-Pierre Gignac Dimitri Payet Kingsley Coman | Cap: H. Lloris                                                         |
| 30-5-2016                                                              | Nantes                                                                 | Francia                                                                | 3 – 2                                                                  | Camerun                                                                | Amichevole                                                             | Blaise Matuidi Olivier Giroud Dimitri Payet | Cap: H. Lloris                                                         |
| 4-6-2016                                                               | Metz                                                                   | Francia                                                                | 3 – 0                                                                  | Scozia                                                                 | Amichevole                                                             | 2 Olivier Giroud Laurent Koscielny | Cap: H. Lloris                                                         |
| 10-6-2016                                                              | Saint-Denis                                                            | Francia                                                                | 2 – 1                                                                  | Romania                                                                | Euro 2016 - 1º turno                                                   | Dimitri Payet Olivier Giroud | Cap: H. Lloris                                                         |
| 15-6-2016                                                              | Marsiglia                                                              | Francia                                                                | 2 – 0                                                                  | Albania                                                                | Euro 2016 - 1º turno                                                   | Antoine Griezmann Dimitri Payet | Cap: H. Lloris                                                         |
| 19-6-2016                                                              | Lilla                                                                  | Svizzera                                                               | 0 – 0                                                                  | Francia                                                                | Euro 2016 - 1º turno                                                   | - | Cap: H. Lloris                                                         |
| 26-6-2016                                                              | Lione                                                                  | Francia                                                                | 2 – 1                                                                  | Irlanda                                                                | Euro 2016 - Ottavi di finale                                           | 2 Antoine Griezmann | Cap: H. Lloris                                                         |
| 3-7-2016                                                               | Saint-Denis                                                            | Francia                                                                | 5 – 2                                                                  | Islanda                                                                | Euro 2016 - Quarti di finale                                           | 2 Olivier Giroud Paul Pogba Dimitri Payet Antoine Griezmann | Cap: H. Lloris                                                         |
| 7-7-2016                                                               | Marsiglia                                                              | Germania                                                               | 0 – 2                                                                  | Francia                                                                | Euro 2016 - Semifinale                                                 | 2 Antoine Griezmann | Cap: H. Lloris                                                         |
| 10-7-2016                                                              | Saint-Denis                                                            | Portogallo                                                             | 1 – 0 dts                                                              | Francia                                                                | Euro 2016 - Finale                                                     | - | Cap: H. Lloris                                                         |
| 1-9-2016                                                               | Bari                                                                   | Italia                                                                 | 1 – 3                                                                  | Francia                                                                | Amichevole                                                             | Anthony Martial Olivier Giroud Layvin Kurzawa | Cap: R. Varane                                                         |
| 6-9-2016                                                               | Barysaŭ                                                                | Bielorussia                                                            | 0 – 0                                                                  | Francia                                                                | Qual. Mondiali 2018                                                    | - | Cap: R. Varane                                                         |
| 7-10-2016                                                              | Saint-Denis                                                            | Francia                                                                | 4 – 1                                                                  | Bulgaria                                                               | Qual. Mondiali 2018                                                    | 2 Kevin Gameiro Dimitri Payet Antoine Griezmann | Cap: H. Lloris                                                         |
| 10-10-2016                                                             | Amsterdam                                                              | Paesi Bassi                                                            | 0 – 1                                                                  | Francia                                                                | Qual. Mondiali 2018                                                    | Paul Pogba | Cap: H. Lloris                                                         |
| 11-11-2016                                                             | Saint-Denis                                                            | Francia                                                                | 2 – 1                                                                  | Svezia                                                                 | Qual. Mondiali 2018                                                    | Paul Pogba Dimitri Payet | Cap: H. Lloris                                                         |
| 15-11-2016                                                             | Lens                                                                   | Francia                                                                | 0 – 0                                                                  | Costa d'Avorio                                                         | Amichevole                                                             | - | Cap: R. Varane                                                         |
| 25-3-2017                                                              | Lussemburgo                                                            | Lussemburgo                                                            | 1 – 3                                                                  | Francia                                                                | Qual. Mondiali 2018                                                    | 2 Olivier Giroud Antoine Griezmann | Cap: H. Lloris                                                         |
| 28-3-2017                                                              | Saint-Denis                                                            | Francia                                                                | 0 – 2                                                                  | Spagna                                                                 | Amichevole                                                             | - | Cap: H. Lloris                                                         |
| 2-6-2017                                                               | Rennes                                                                 | Francia                                                                | 5 – 0                                                                  | Paraguay                                                               | Amichevole                                                             | 3 Olivier Giroud Moussa Sissoko Antoine Griezmann | Cap: H. Lloris                                                         |
| 9-6-2017                                                               | Solna                                                                  | Svezia                                                                 | 2 – 1                                                                  | Francia                                                                | Qual. Mondiali 2018                                                    | Olivier Giroud | Cap: H. Lloris                                                         |
| 13-6-2017                                                              | Saint-Denis                                                            | Francia                                                                | 3 – 2                                                                  | Inghilterra                                                            | Amichevole                                                             | Samuel Umtiti Djibril Sidibé Ousmane Dembélé | Cap: H. Lloris                                                         |
| 31-8-2017                                                              | Saint-Denis                                                            | Francia                                                                | 4 – 0                                                                  | Paesi Bassi                                                            | Qual. Mondiali 2018                                                    | Antoine Griezmann 2 Thomas Lemar Kylian Mbappé | Cap: H. Lloris                                                         |
| 3-9-2017                                                               | Tolosa                                                                 | Francia                                                                | 0 – 0                                                                  | Lussemburgo                                                            | Qual. Mondiali 2018                                                    | - | Cap: H. Lloris                                                         |
| 7-10-2017                                                              | Sofia                                                                  | Bulgaria                                                               | 0 – 1                                                                  | Francia                                                                | Qual. Mondiali 2018                                                    | Blaise Matuidi | Cap: H. Lloris                                                         |
| 10-10-2017                                                             | Saint-Denis                                                            | Francia                                                                | 2 – 1                                                                  | Bielorussia                                                            | Qual. Mondiali 2018                                                    | Antoine Griezmann Olivier Giroud | Cap: H. Lloris                                                         |
| 10-11-2017                                                             | Saint-Denis                                                            | Francia                                                                | 2 – 0                                                                  | Galles                                                                 | Amichevole                                                             | Antoine Griezmann Olivier Giroud | Cap: B. Matuidi                                                        |
| 14-11-2017                                                             | Colonia                                                                | Germania                                                               | 2 – 2                                                                  | Francia                                                                | Amichevole                                                             | 2 Alexandre Lacazette | Cap: R. Varane                                                         |
| 23-3-2018                                                              | Saint-Denis                                                            | Francia                                                                | 2 – 3                                                                  | Colombia                                                               | Amichevole                                                             | Olivier Giroud Thomas Lemar | Cap: H. Lloris                                                         |
| 27-3-2018                                                              | San Pietroburgo                                                        | Russia                                                                 | 1 – 3                                                                  | Francia                                                                | Amichevole                                                             | 2 Kylian Mbappé Paul Pogba | Cap: H. Lloris                                                         |
| 28-5-2018                                                              | Saint-Denis                                                            | Francia                                                                | 2 – 0                                                                  | Irlanda                                                                | Amichevole                                                             | Olivier Giroud Nabil Fekir | Cap: B. Matuidi                                                        |
| 1-6-2018                                                               | Nizza                                                                  | Francia                                                                | 3 – 1                                                                  | Italia                                                                 | Amichevole                                                             | Samuel Umtiti Antoine Griezmann Ousmane Dembélé | Cap: H. Lloris                                                         |
| 9-6-2018                                                               | Lione                                                                  | Francia                                                                | 1 – 1                                                                  | Stati Uniti                                                            | Amichevole                                                             | Kylian Mbappé | Cap: H. Lloris                                                         |
| 16-6-2018                                                              | Kazan'                                                                 | Francia                                                                | 2 – 1                                                                  | Australia                                                              | Mondiali 2018 - 1º turno                                               | Antoine Griezmann Paul Pogba | Cap: H. Lloris                                                         |
| 21-6-2018                                                              | Ekaterinburg                                                           | Francia                                                                | 1 – 0                                                                  | Perù                                                                   | Mondiali 2018 - 1º turno                                               | Kylian Mbappé | Cap: H. Lloris                                                         |
| 26-6-2018                                                              | Mosca                                                                  | Danimarca                                                              | 0 – 0                                                                  | Francia                                                                | Mondiali 2018 - 1º turno                                               | - | Cap: R. Varane                                                         |
| 30-6-2018                                                              | Kazan'                                                                 | Francia                                                                | 4 – 3                                                                  | Argentina                                                              | Mondiali 2018 - Ottavi di finale                                       | Antoine Griezmann Benjamin Pavard 2 Kylian Mbappé | Cap: H. Lloris                                                         |
| 6-7-2018                                                               | Nižnij Novgorod                                                        | Uruguay                                                                | 0 – 2                                                                  | Francia                                                                | Mondiali 2018 - Quarti di finale                                       | Raphaël Varane Antoine Griezmann | Cap: H. Lloris                                                         |
| 10-7-2018                                                              | San Pietroburgo                                                        | Francia                                                                | 1 – 0                                                                  | Belgio                                                                 | Mondiali 2018 - Semifinale                                             | Samuel Umtiti | Cap: H. Lloris                                                         |
| 15-7-2018                                                              | Mosca                                                                  | Francia                                                                | 4 – 2                                                                  | Croazia                                                                | Mondiali 2018 - Finale                                                 | autorete Antoine Griezmann Paul Pogba Kylian Mbappé | Cap: H. Lloris 2º titolo mondiale                                      |
| 6-9-2018                                                               | Monaco di Baviera                                                      | Germania                                                               | 0 – 0                                                                  | Francia                                                                | UEFA Nations League 2018-2019 - 1º turno                               | - | Cap: R. Varane                                                         |
| 9-9-2018                                                               | Saint-Denis                                                            | Francia                                                                | 2 – 1                                                                  | Paesi Bassi                                                            | UEFA Nations League 2018-2019 - 1º turno                               | Kylian Mbappé Olivier Giroud | Cap: R. Varane                                                         |
| 11-10-2018                                                             | Guingamp                                                               | Francia                                                                | 2 – 2                                                                  | Islanda                                                                | Amichevole                                                             | autorete Kylian Mbappé | Cap: H. Lloris                                                         |
| 16-10-2018                                                             | Saint-Denis                                                            | Francia                                                                | 2 – 1                                                                  | Germania                                                               | UEFA Nations League 2018-2019 - 1º turno                               | 2 Antoine Griezmann | Cap: H. Lloris                                                         |
| 16-11-2018                                                             | Rotterdam                                                              | Paesi Bassi                                                            | 2 – 0                                                                  | Francia                                                                | UEFA Nations League 2018-2019 - 1º turno                               | - | Cap: H. Lloris                                                         |
| 20-11-2018                                                             | Saint-Denis                                                            | Francia                                                                | 1 – 0                                                                  | Uruguay                                                                | Amichevole                                                             | Olivier Giroud | Cap: H. Lloris                                                         |
| 22-3-2019                                                              | Chișinău                                                               | Moldavia                                                               | 1 – 4                                                                  | Francia                                                                | Qual. Euro 2020                                                        | Antoine Griezmann Raphaël Varane Olivier Giroud Kylian Mbappé | Cap: H. Lloris                                                         |
| 25-3-2019                                                              | Saint-Denis                                                            | Francia                                                                | 4 – 0                                                                  | Islanda                                                                | Qual. Euro 2020                                                        | Samuel Umtiti Olivier Giroud Kylian Mbappé Antoine Griezmann | Cap: H. Lloris                                                         |
| 2-6-2019                                                               | Nantes                                                                 | Francia                                                                | 2 – 0                                                                  | Bolivia                                                                | Amichevole                                                             | Thomas Lemar Antoine Griezmann | Cap: R. Varane                                                         |
| 8-6-2019                                                               | Konya                                                                  | Turchia                                                                | 2 – 0                                                                  | Francia                                                                | Qual. Euro 2020                                                        | - | Cap: H. Lloris                                                         |
| 11-6-2019                                                              | Andorra la Vella                                                       | Andorra                                                                | 0 – 4                                                                  | Francia                                                                | Qual. Euro 2020                                                        | Kylian Mbappé Wissam Ben Yedder Florian Thauvin Kurt Zouma | Cap: H. Lloris                                                         |
| 7-9-2019                                                               | Saint-Denis                                                            | Francia                                                                | 4 – 1                                                                  | Albania                                                                | Qual. Euro 2020                                                        | 2 Kingsley Coman Olivier Giroud Jonathan Ikoné | Cap: H. Lloris                                                         |
| 10-9-2019                                                              | Saint-Denis                                                            | Francia                                                                | 3 – 0                                                                  | Andorra                                                                | Qual. Euro 2020                                                        | Kingsley Coman Clément Lenglet Wissam Ben Yedder | Cap: H. Lloris                                                         |
| 11-10-2019                                                             | Reykjavík                                                              | Islanda                                                                | 0 – 1                                                                  | Francia                                                                | Qual. Euro 2020                                                        | Olivier Giroud | Cap: R. Varane                                                         |
| 14-10-2019                                                             | Saint-Denis                                                            | Francia                                                                | 1 – 1                                                                  | Turchia                                                                | Qual. Euro 2020                                                        | Olivier Giroud | Cap: R. Varane                                                         |
| 14-11-2019                                                             | Saint-Denis                                                            | Francia                                                                | 2 – 1                                                                  | Moldavia                                                               | Qual. Euro 2020                                                        | Raphaël Varane Olivier Giroud | Cap: R. Varane                                                         |
| 17-11-2019                                                             | Tirana                                                                 | Albania                                                                | 0 – 2                                                                  | Francia                                                                | Qual. Euro 2020                                                        | Corentin Tolisso Antoine Griezmann | Cap: R. Varane                                                         |
| 5-9-2020                                                               | Solna                                                                  | Svezia                                                                 | 0 – 1                                                                  | Francia                                                                | UEFA Nations League 2020-2021 - 1º turno                               | Kylian Mbappé | Cap: H. Lloris                                                         |
| 8-9-2020                                                               | Saint-Denis                                                            | Francia                                                                | 4 – 2                                                                  | Croazia                                                                | UEFA Nations League 2020-2021 - 1º turno                               | Antoine Griezmann autorete Dayot Upamecano Olivier Giroud | Cap: H. Lloris                                                         |
| 7-10-2020                                                              | Saint-Denis                                                            | Francia                                                                | 7 – 1                                                                  | Ucraina                                                                | Amichevole                                                             | Eduardo Camavinga 2 Olivier Giroud autorete Corentin Tolisso Kylian Mbappé Antoine Griezmann                                                                       | Cap: O. Giroud                                                         |
| 11-10-2020                                                             | Saint-Denis                                                            | Francia                                                                | 0 – 0                                                                  | Portogallo                                                             | UEFA Nations League 2020-2021 - 1º turno                               | - | Cap: H. Lloris                                                         |
| 14-10-2020                                                             | Zagabria                                                               | Croazia                                                                | 1 – 2                                                                  | Francia                                                                | UEFA Nations League 2020-2021 - 1º turno                               | Antoine Griezmann Kylian Mbappé | Cap: H. Lloris                                                         |
| 11-11-2020                                                             | Saint-Denis                                                            | Francia                                                                | 0 – 2                                                                  | Finlandia                                                              | Amichevole                                                             | - | Cap: S. Mandanda                                                       |
| 14-11-2020                                                             | Lisbona                                                                | Portogallo                                                             | 0 – 1                                                                  | Francia                                                                | UEFA Nations League 2020-2021 - 1º turno                               | N'Golo Kanté | Cap: H. Lloris                                                         |
| 17-11-2020                                                             | Saint-Denis                                                            | Francia                                                                | 4 – 2                                                                  | Svezia                                                                 | UEFA Nations League 2020-2021 - 1º turno                               | 2 Olivier Giroud Benjamin Pavard Kingsley Coman | Cap: H. Lloris                                                         |
| 24-3-2021                                                              | Saint-Denis                                                            | Francia                                                                | 1 – 1                                                                  | Ucraina                                                                | Qual. Mondiali 2022                                                    | Antoine Griezmann | Cap: H. Lloris                                                         |
| 28-3-2021                                                              | Astana                                                                 | Kazakistan                                                             | 0 – 2                                                                  | Francia                                                                | Qual. Mondiali 2022                                                    | Ousmane Dembélé autorete | Cap: H. Lloris                                                         |
| 31-3-2021                                                              | Sarajevo                                                               | Bosnia ed Erzegovina                                                   | 0 – 1                                                                  | Francia                                                                | Qual. Mondiali 2022                                                    | Antoine Griezmann | Cap: H. Lloris                                                         |
| 2-6-2021                                                               | Nizza                                                                  | Francia                                                                | 3 – 0                                                                  | Galles                                                                 | Amichevole                                                             | Kylian Mbappé Antoine Griezmann Ousmane Dembélé | Cap: H. Lloris                                                         |
| 8-6-2021                                                               | Saint-Denis                                                            | Francia                                                                | 3 – 0                                                                  | Bulgaria                                                               | Amichevole                                                             | Antoine Griezmann 2 Olivier Giroud | Cap: H. Lloris                                                         |
| 15-6-2021                                                              | Monaco di Baviera                                                      | Francia                                                                | 1 – 0                                                                  | Germania                                                               | Euro 2020 - 1º turno                                                   | autorete | Cap: H. Lloris                                                         |
| 19-6-2021                                                              | Budapest                                                               | Ungheria                                                               | 1 – 1                                                                  | Francia                                                                | Euro 2020 - 1º turno                                                   | Antoine Griezmann | Cap: H. Lloris                                                         |
| 23-6-2021                                                              | Budapest                                                               | Portogallo                                                             | 2 – 2                                                                  | Francia                                                                | Euro 2020 - 1º turno                                                   | 2 Karim Benzema (1 rig.) | Cap: H. Lloris                                                         |
| 28-6-2021                                                              | Bucarest                                                               | Francia                                                                | 3 – 3 dts (4 – 5 dtr)                                                  | Svizzera                                                               | Euro 2020 - Ottavi di finale                                           | 2 Karim Benzema Paul Pogba | Cap: H. Lloris                                                         |
| 1-9-2021                                                               | Saint-Denis                                                            | Francia                                                                | 1 – 1                                                                  | Bosnia ed Erzegovina                                                   | Qual. Mondiali 2022                                                    | Antoine Griezmann | Cap: H. Lloris                                                         |
| 4-9-2021                                                               | Kiev                                                                   | Ucraina                                                                | 1 – 1                                                                  | Francia                                                                | Qual. Mondiali 2022                                                    | Anthony Martial | Cap: H. Lloris                                                         |
| 7-9-2021                                                               | Décines-Charpieu                                                       | Francia                                                                | 2 – 0                                                                  | Finlandia                                                              | Qual. Mondiali 2022                                                    | 2 Antoine Griezmann | Cap: H. Lloris                                                         |
| 7-10-2021                                                              | Torino                                                                 | Belgio                                                                 | 2 – 3                                                                  | Francia                                                                | UEFA Nations League 2020-2021 - Semifinale                             | Karim Benzema Kylian Mbappé (rig.) Theo Hernández | Cap: H. Lloris                                                         |
| 10-10-2021                                                             | Milano                                                                 | Spagna                                                                 | 1 – 2                                                                  | Francia                                                                | UEFA Nations League 2020-2021 - Finale                                 | Karim Benzema Kylian Mbappé | Cap: H. Lloris                                                         |
| 13-11-2021                                                             | Parigi                                                                 | Francia                                                                | 8 – 0                                                                  | Kazakistan                                                             | Qual. Mondiali 2022                                                    | 4 Kylian Mbappé 2 Karim Benzema Adrien Rabiot Antoine Griezmann | Cap: H. Lloris                                                         |
| 16-11-2021                                                             | Helsinki                                                               | Finlandia                                                              | 0 – 2                                                                  | Francia                                                                | Qual. Mondiali 2022                                                    | Karim Benzema Kylian Mbappé | Cap: H. Lloris                                                         |
| 25-3-2022                                                              | Marsiglia                                                              | Francia                                                                | 2 – 1                                                                  | Costa d'Avorio                                                         | Amichevole                                                             | Olivier Giroud Aurélien Tchouaméni | Cap: H. Lloris                                                         |
| 29-3-2022                                                              | Villeneuve-d'Ascq                                                      | Francia                                                                | 5 – 0                                                                  | Sudafrica                                                              | Amichevole                                                             | Olivier Giroud 2 Kylian Mbappé Wissam Ben Yedder Mattéo Guendouzi                                                                                                  | Cap: R. Varane                                                         |
| 3-6-2022                                                               | Parigi                                                                 | Francia                                                                | 1 – 2                                                                  | Danimarca                                                              | UEFA Nations League 2022-2023 - 1º turno                               | Karim Benzema | Cap: H. Lloris                                                         |
| 6-6-2022                                                               | Spalato                                                                | Croazia                                                                | 1 – 1                                                                  | Francia                                                                | UEFA Nations League 2022-2023 - 1º turno                               | Adrien Rabiot | Cap: P. Kimpembe                                                       |
| 10-6-2022                                                              | Vienna                                                                 | Austria                                                                | 1 – 1                                                                  | Francia                                                                | UEFA Nations League 2022-2023 - 1º turno                               | Kylian Mbappé | Cap: H. Lloris                                                         |
| 13-6-2022                                                              | Parigi                                                                 | Francia                                                                | 0 – 1                                                                  | Croazia                                                                | UEFA Nations League 2022-2023 - 1º turno                               | - | Cap: P. Kimpembe                                                       |
| 22-9-2022                                                              | Saint-Denis                                                            | Francia                                                                | 2 – 0                                                                  | Austria                                                                | UEFA Nations League 2022-2023 - 1º turno                               | Kylian Mbappé Olivier Giroud | Cap: R. Varane                                                         |
| 25-9-2022                                                              | Copenaghen                                                             | Danimarca                                                              | 2 – 0                                                                  | Francia                                                                | UEFA Nations League 2022-2023 - 1º turno                               | - | Cap: A. Griezmann                                                      |
| 22-11-2022                                                             | Al Wakrah                                                              | Francia                                                                | 4 – 1                                                                  | Australia                                                              | Mondiali 2022 - 1º turno                                               | Adrien Rabiot 2 Olivier Giroud Kylian Mbappé | Cap: H. Lloris                                                         |
| 26-11-2022                                                             | Doha                                                                   | Francia                                                                | 2 – 1                                                                  | Danimarca                                                              | Mondiali 2022 - 1º turno                                               | 2 Kylian Mbappé | Cap: H. Lloris                                                         |
| 30-11-2022                                                             | Al Rayyan                                                              | Tunisia                                                                | 1 – 0                                                                  | Francia                                                                | Mondiali 2022 - 1º turno                                               | - | Cap: R. Varane                                                         |
| 4-12-2022                                                              | Doha                                                                   | Francia                                                                | 3 – 1                                                                  | Polonia                                                                | Mondiali 2022 - Ottavi di finale                                       | Olivier Giroud 2 Kylian Mbappé | Cap: H. Lloris                                                         |
| 10-12-2022                                                             | Al Khor                                                                | Inghilterra                                                            | 1 – 2                                                                  | Francia                                                                | Mondiali 2022 - Quarti di finale                                       | Aurélien Tchouaméni Olivier Giroud | Cap: H. Lloris                                                         |
| 14-12-2022                                                             | Al Khor                                                                | Francia                                                                | 2 – 0                                                                  | Marocco                                                                | Mondiali 2022 - Semifinale                                             | Theo Hernández Kolo Muani | Cap: H. Lloris                                                         |
| 18-12-2022                                                             | Lusail                                                                 | Argentina                                                              | 3 – 3 dts (4 – 2 dtr)                                                  | Francia                                                                | Mondiali 2022 - Finale                                                 | 3 Kylian Mbappé 2 (rig.) | Cap: H. Lloris                                                         |
| 24-3-2023                                                              | Saint-Denis                                                            | Francia                                                                | 4 – 0                                                                  | Paesi Bassi                                                            | Qual. Euro 2024                                                        | 2 Kylian Mbappé Antoine Griezmann Dayot Upamecano | Cap: K. Mbappé                                                         |
| 27-3-2023                                                              | Dublino                                                                | Irlanda                                                                | 0 – 1                                                                  | Francia                                                                | Qual. Euro 2024                                                        | Benjamin Pavard | Cap: K. Mbappé                                                         |
| 16-6-2023                                                              | Faro                                                                   | Gibilterra                                                             | 0 – 3                                                                  | Francia                                                                | Qual. Euro 2024                                                        | Olivier Giroud Kylian Mbappé (rig.) autorete | Cap: K. Mbappé                                                         |
| 19-6-2023                                                              | Saint-Denis                                                            | Francia                                                                | 1 – 0                                                                  | Grecia                                                                 | Qual. Euro 2024                                                        | Kylian Mbappé (rig.) | Cap: K. Mbappé                                                         |
| 7-9-2023                                                               | Parigi                                                                 | Francia                                                                | 2 – 0                                                                  | Irlanda                                                                | Qual. Euro 2024                                                        | Aurélien Tchouaméni Marcus Thuram | Cap: K. Mbappé                                                         |
| 12-9-2023                                                              | Dortmund                                                               | Germania                                                               | 2 – 1                                                                  | Francia                                                                | Amichevole                                                             | Antoine Griezmann | Cap: K. Mbappé                                                         |
| 13-10-2023                                                             | Amsterdam                                                              | Paesi Bassi                                                            | 1 – 2                                                                  | Francia                                                                | Qual. Euro 2024                                                        | 2 Kylian Mbappé | Cap: K. Mbappé                                                         |
| 17-10-2023                                                             | Villeneuve-d'Ascq                                                      | Francia                                                                | 4 – 1                                                                  | Scozia                                                                 | Amichevole                                                             | 2 Benjamin Pavard Kylian Mbappé (rig.) Kingsley Coman | Cap: K. Mbappé                                                         |
| 18-11-2023                                                             | Nizza                                                                  | Francia                                                                | 14 – 0                                                                 | Gibilterra                                                             | Qual. Euro 2024                                                        | autorete Marcus Thuram Warren Zaïre-Emery 3 Kylian Mbappé (1 rig.) Jonathan Clauss 2 Kingsley Coman Youssouf Fofana Adrien Rabiot Ousmane Dembélé 2 Olivier Giroud | Cap: K. Mbappé                                                         |
| 21-11-2023                                                             | Atene                                                                  | Grecia                                                                 | 2 – 2                                                                  | Francia                                                                | Qual. Euro 2024                                                        | Randal Kolo Muani Youssouf Fofana | Cap: K. Mbappé                                                         |
| 23-3-2024                                                              | Décines-Charpieu                                                       | Francia                                                                | 0 – 2                                                                  | Germania                                                               | Amichevole                                                             | - | Cap: K. Mbappé                                                         |
| 26-3-2024                                                              | Marsiglia                                                              | Francia                                                                | 3 – 2                                                                  | Cile                                                                   | Amichevole                                                             | Youssouf Fofana Randal Kolo Muani Olivier Giroud | Cap: K. Mbappé                                                         |
| 5-6-2024                                                               | Metz                                                                   | Francia                                                                | 3 – 0                                                                  | Lussemburgo                                                            | Amichevole                                                             | Randal Kolo Muani Jonathan Clauss Kylian Mbappé | Cap: K. Mbappé                                                         |
| 9-6-2024                                                               | Bordeaux                                                               | Francia                                                                | 0 – 0                                                                  | Canada                                                                 | Amichevole                                                             | - | Cap: O. Giroud                                                         |
| 17-6-2024                                                              | Düsseldorf                                                             | Austria                                                                | 0 – 1                                                                  | Francia                                                                | Euro 2024 - 1º turno                                                   | autorete | Cap: K. Mbappé                                                         |
| 21-6-2024                                                              | Lipsia                                                                 | Paesi Bassi                                                            | 0 – 0                                                                  | Francia                                                                | Euro 2024 - 1º turno                                                   | - | Cap: A. Griezmann                                                      |
| 25-6-2024                                                              | Dortmund                                                               | Francia                                                                | 1 – 1                                                                  | Polonia                                                                | Euro 2024 - 1º turno                                                   | Kylian Mbappé (rig.) | Cap: K. Mbappé                                                         |
| 1-7-2024                                                               | Düsseldorf                                                             | Francia                                                                | 1 – 0                                                                  | Belgio                                                                 | Euro 2024 - Ottavi di finale                                           | autorete | Cap: K. Mbappé                                                         |
| 5-7-2024                                                               | Amburgo                                                                | Portogallo                                                             | 0 – 0 dts (3 – 5 dtr)                                                  | Francia                                                                | Euro 2024 - Quarti di finale                                           | - | Cap: K. Mbappé                                                         |
| 9-7-2024                                                               | Monaco di Baviera                                                      | Spagna                                                                 | 2 – 1                                                                  | Francia                                                                | Euro 2024 - Semifinale                                                 | Randal Kolo Muani | Cap: K. Mbappé                                                         |
| 6-9-2024                                                               | Parigi                                                                 | Francia                                                                | 1 – 3                                                                  | Italia                                                                 | UEFA Nations League 2024-2025 - 1º turno                               | Bradley Barcola | Cap: K. Mbappé                                                         |
| 9-9-2024                                                               | Décines-Charpieu                                                       | Francia                                                                | 2 – 0                                                                  | Belgio                                                                 | UEFA Nations League 2024-2025 - 1º turno                               | Randal Kolo Muani Ousmane Dembélé | Cap: N. Kanté                                                          |
| 10-10-2024                                                             | Budapest                                                               | Israele                                                                | 1 – 4                                                                  | Francia                                                                | UEFA Nations League 2024-2025 - 1º turno                               | Eduardo Camavinga Christopher Nkunku Mattéo Guendouzi Bradley Barcola                                                                                              | Cap: A. Tchouaméni                                                     |
| 14-10-2024                                                             | Bruxelles                                                              | Belgio                                                                 | 1 – 2                                                                  | Francia                                                                | UEFA Nations League 2024-2025 - 1º turno                               | 2 Randal Kolo Muani (1 rig.) | Cap: A. Tchouaméni                                                     |
| 14-11-2024                                                             | Saint-Denis                                                            | Francia                                                                | 0 – 0                                                                  | Israele                                                                | UEFA Nations League 2024-2025 - 1º turno                               | - | Cap: N. Kanté                                                          |
| 17-11-2024                                                             | Milano                                                                 | Italia                                                                 | 1 – 3                                                                  | Francia                                                                | UEFA Nations League 2024-2025 - 1º turno                               | 2 Adrien Rabiot autorete | Cap: I. Konaté                                                         |
| 20-3-2025                                                              | Spalato                                                                | Croazia                                                                | 2 – 0                                                                  | Francia                                                                | UEFA Nations League 2024-2025 - Quarti di finale (Andata)              | - | Cap: K. Mbappé                                                         |
| 23-3-2025                                                              | Saint-Denis                                                            | Francia                                                                | 2 – 0 dts (5 – 4 dtr)                                                  | Croazia                                                                | UEFA Nations League 2024-2025 - Quarti di finale (Ritorno)             | Michael Olise Ousmane Dembélé | Cap: K. Mbappé                                                         |
| 5-6-2025                                                               | Stoccarda                                                              | Spagna                                                                 | 5 – 4                                                                  | Francia                                                                | UEFA Nations League 2024-2025 - Semifinale                             | Kylian Mbappé (rig.) Rayan Cherki autorete Randal Kolo Muani | Cap: K. Mbappé                                                         |
| 8-6-2025                                                               | Stoccarda                                                              | Germania                                                               | 0 – 2                                                                  | Francia                                                                | UEFA Nations League 2024-2025 - Finale 3º-4º posto                     | Kylian Mbappé Michael Olise | Cap: K. Mbappé                                                         |
| Totale                                                                 |                                                                        | Presenze                                                               | 169                                                                    |                                                                        | Reti                                                                   | 343 |                                                                        |

## Palmarès

### Giocatore

#### Club

##### Competizioni nazionali

Deschamps festeggia la vittoria della Juventus nel campionato italiano 1994-1995.

- Campionato francese: 2

Olympique Marsiglia: 1989-1990, 1991-1992
- Campionato francese: 1 (revocato)

Olympique Marsiglia: 1992-1993
- Campionato italiano: 3

Juventus: 1994-1995, 1996-1997, 1997-1998
- Coppa Italia: 1

Juventus: 1994-1995
- Supercoppa italiana: 2

Juventus: 1995, 1997
- Coppa d'Inghilterra: 1

Chelsea: 1999-2000

##### Competizioni internazionali

Ravanelli, Deschamps e Rampulla festeggiano il trionfo della Juventus nella Champions League 1995-1996.

- UEFA Champions League: 2

Olympique Marsiglia: 1992-1993
Juventus: 1995-1996
- Coppa Intercontinentale: 1

Juventus: 1996
- Supercoppa UEFA: 1

Juventus: 1996

#### Nazionale
- Campionato mondiale: 1

Francia 1998
- Campionato d'Europa: 1

Belgio-Paesi Bassi 2000

#### Individuale
- Calciatore francese dell'anno: 1

1996

### Allenatore

#### Club
- Coppa di Lega francese: 4

Monaco: 2002-2003
Olympique Marsiglia: 2009-2010, 2010-2011, 2011-2012
- Campionato francese: 1

Olympique Marsiglia: 2009-2010
- Supercoppa francese: 2

Olympique Marsiglia: 2010, 2011

#### Nazionale
- Campionato mondiale: 1

Francia: Russia 2018
- UEFA Nations League: 1

Francia: Italia 2021

#### Individuale
- Allenatore di calcio francese dell'anno: 3

2003, 2010, 2018
- Trophées UNFP du football: 1

Miglior allenatore della Ligue 1: 2004
- The Best FIFA Men's Coach: 1

2018
- Squadra maschile dell'anno IFFHS: 1

2018
- Miglior commissario tecnico dell'anno IFFHS: 2

2018, 2020
- Inserito tra le “Leggende del calcio” del Golden Foot

2018
- Globe Soccer Awards: 1

Miglior allenatore dell'anno: 2018
- World Manager of the Year: 1

2018